# Mongol (cheval)
Vous lisez un « article de qualité » labellisé en 2024.
Pour les articles homonymes, voir Mongol (homonymie).
Ne doit pas être confondu avec Cheval en Mongolie.
Le Mongol (mongol : Монгол морь ou Адуу) est une race de chevaux des steppes, qui, comme son nom l'indique, est autochtone de la Mongolie. Très ancien, il est à l'origine de nombreuses autres races de chevaux dans le monde, que ce soit via les guerres de l'Empire mongol ou grâce au commerce. Petit, trapu et remarquablement endurant, il est parfois classé parmi les poneys. Sa docilité et sa résistance font de ce cheval le compagnon indispensable des nomades. Le cheval mongol a été décrit dans un premier temps par des Européens, souvent en des termes dépréciatifs ; les traditions orales des Mongols le décrivent au contraire en des termes valorisants et louangeurs. Ses traditions d'élevage se maintiennent en Mongolie (Mongolie-Extérieure), mais elles déclinent en Chine (Mongolie-Intérieure).
Ses usages sont extrêmement variés. Jadis monture de guerre, il reste utilisé comme un moyen de transport, généralement sous la selle pour le gardiennage des troupeaux. Le cheval mongol est surtout associé à des courses d'endurance prestigieuses, les Naadam. L'arrivée de l'économie de marché a multiplié son élevage pour la viande, entraînant des problématiques de respect animal. Les juments sont traites pour leur lait, qui donne l'aïrag.
Ce cheval fait l'objet de vastes célébrations en Mongolie lors du Naadam, la fête nationale. Race à l'impact culturel important à l'échelle mondiale, elle est la source d'inspiration d'écrits techniques comme fictionnels, dont des romans pour la jeunesse.

## Dénomination et travaux scientifiques
Cette race de chevaux est nommée le « Mongol », ou « poney mongol ». Elle pouvait jadis être désignée comme « poney chinois », mais ce terme est considéré comme obsolète. De plus, la notion de « poney » n'est pas signifiante pour les Mongols.
Le nom en mongol est Mongol aduu (Монгол Адуу en écriture cyrillique), qui désigne l'animal seul en tant que partie d'un troupeau. Addy est un terme générique qui désigne tous les chevaux. Individuellement, les chevaux mongols ne sont pas nommés par leurs éleveurs nomades, au contraire des chiens, car ils sont susceptibles d'être mangés. Il est d'usage de les désigner par leur couleur et le nom de leur propriétaire, par exemple, le « gris de Xaltan ».
Dans les sources écrites, il existe une confusion fréquente entre cette race domestique et le cheval de Przewalski sauvage, qui est souvent nommé « cheval sauvage de Mongolie ».
Très peu de travaux de recherche sont consacrés aux chevaux mongols domestiques, et notamment à la manière de les sélectionner et de les élever. Ainsi, le nombre de publications scientifiques est très faible, tant en anglais qu'en mongol. La biologiste Amanda Hund (Carleton College) souligne aussi la grande difficulté à collecter des informations sur le terrain, les éleveurs mongols n'étant pas habitués à verbaliser ni à expliquer leurs pratiques quotidiennes. Il existe un biais potentiellement important dans la manière dont le cheval mongol est décrit et présenté, les questionnements des enquêtes de terrains et les sources écrites étant essentiellement produits par des Occidentaux. L'écrivain Jean-Louis Gouraud témoigne aussi que les Mongols répondent aux questions en fonction de la sensibilité de leur interlocuteur, par exemple en réfutant que les chevaux sont abattus pour leur viande si l'interlocuteur est défavorable à l'hippophagie,.

## Histoire

### Origines

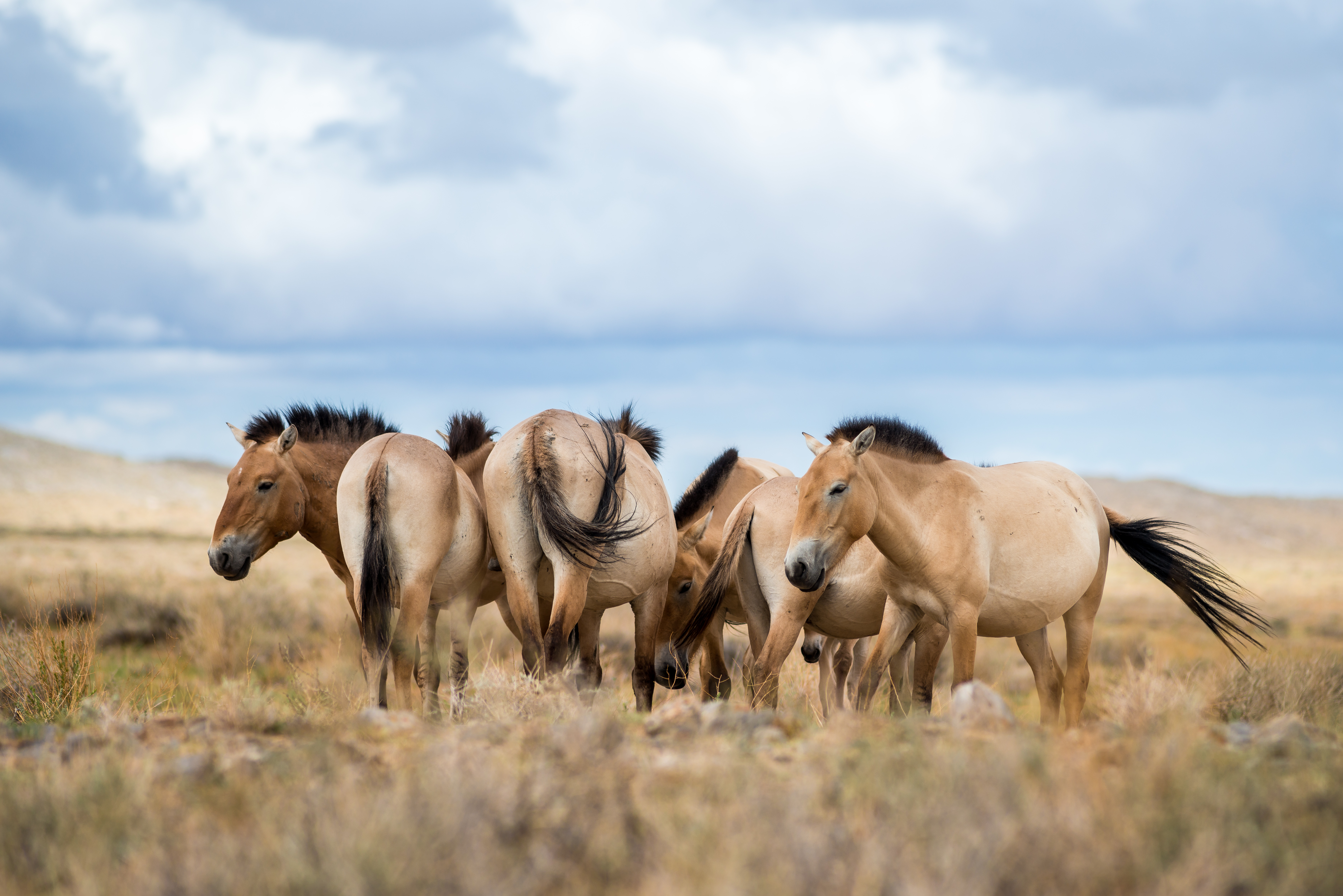
Le cheval de Przewalski n'est pas l'ancêtre du cheval mongol.

Une très vaste étude de Librado et al. publiée dans la revue Nature en 2021 situe l'origine de tous les chevaux domestiques du monde dans la steppe pontique, vers 2 000 av. J. C.. Des travaux plus anciens soutenaient l'hypothèse que le cheval mongol descende directement du Przewalski en raison d'une convergence morphologique,, mais cette hypothèse ne s'est pas vérifiée dans des travaux plus récents, ces deux populations de chevaux étant génétiquement bien distinctes, avec notamment un nombre de chromosomes différent,,,,. En dépit de cela, de nombreux auteurs persistent à soutenir cette parenté erronée.
Le groupe des races dérivées du cheval mongol provient du plateau mongol. D'après Bonnie Lou Hendricks (université de l'Oklahoma), le cheval y est domestiqué très tôt, dès 2 000 ans av. J.-C. Cela fait du cheval mongol l'une des plus anciennes races de chevaux domestiques au monde, voire la plus ancienne,,,.
Le cheval mongol moderne présente un génome mitochondrial en commun avec celui de cinq échantillons anciens issus de la culture des pierres à cerfs (DSK), et d'un spécimen de cheval ancien de la culture Xiongnu, correspondant à l'âge du bronze ancien et aux débuts de l'âge du fer. Il existe aussi des preuves d'usage du cheval dans l'actuelle Mongolie sous les cultures DSK entre - 1 300 et - 700, et de rituels impliquant le sacrifice du cheval.

### Rôle historique du cheval mongol

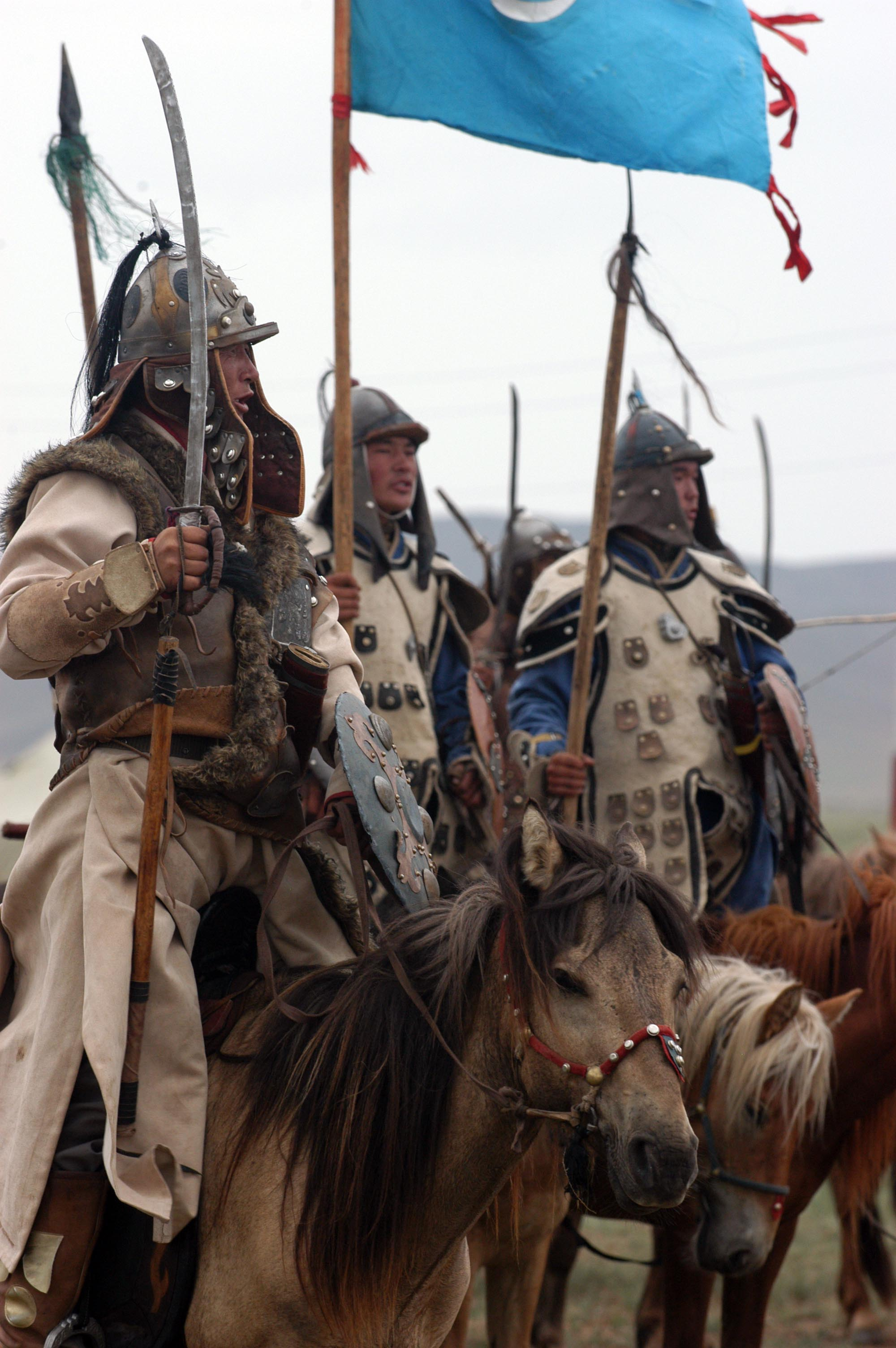
Reconstitution de troupes montées de l'empire mongol.

Les chevaux mongols jouent un important rôle historique, permettant la mobilité guerrière et les conquêtes de cavaliers dans toute l'Eurasie,, en particulier au XIIIe siècle, quand Gengis Khan a bâti l'un des plus vastes empires de tous les temps grâce à sa stratégie militaire et à sa grande armée de cavaliers,,,. D'après le sociologue politique Gérard Chaliand, ce petit cheval accorde une mobilité guerrière équivalente à 100 km par jour, favorisée par sa grande résistance au froid. Cela a permis aux armées mongoles de couvrir davantage de terrain que ne le pouvaient leurs adversaires, en utilisant une tactique d'attaque rapide suivie de retrait,.

« Les chevaux pourraient, sans exagération, être considérés comme les missiles balistiques intercontinentaux du XIIIe siècle. »

— Morris Rossabi, “All the Khan’s Horses”
C'est à partir du XIIIe siècle que le cheval mongol devient réellement identifiable dans des sources écrites. Le religieux franciscain Jean de Plan Carpin est l'un des premiers Occidentaux à le décrire : il remarque qu'il n'est pas grand, mais exceptionnellement résistant et rustique.

### Influence génétique du cheval mongol

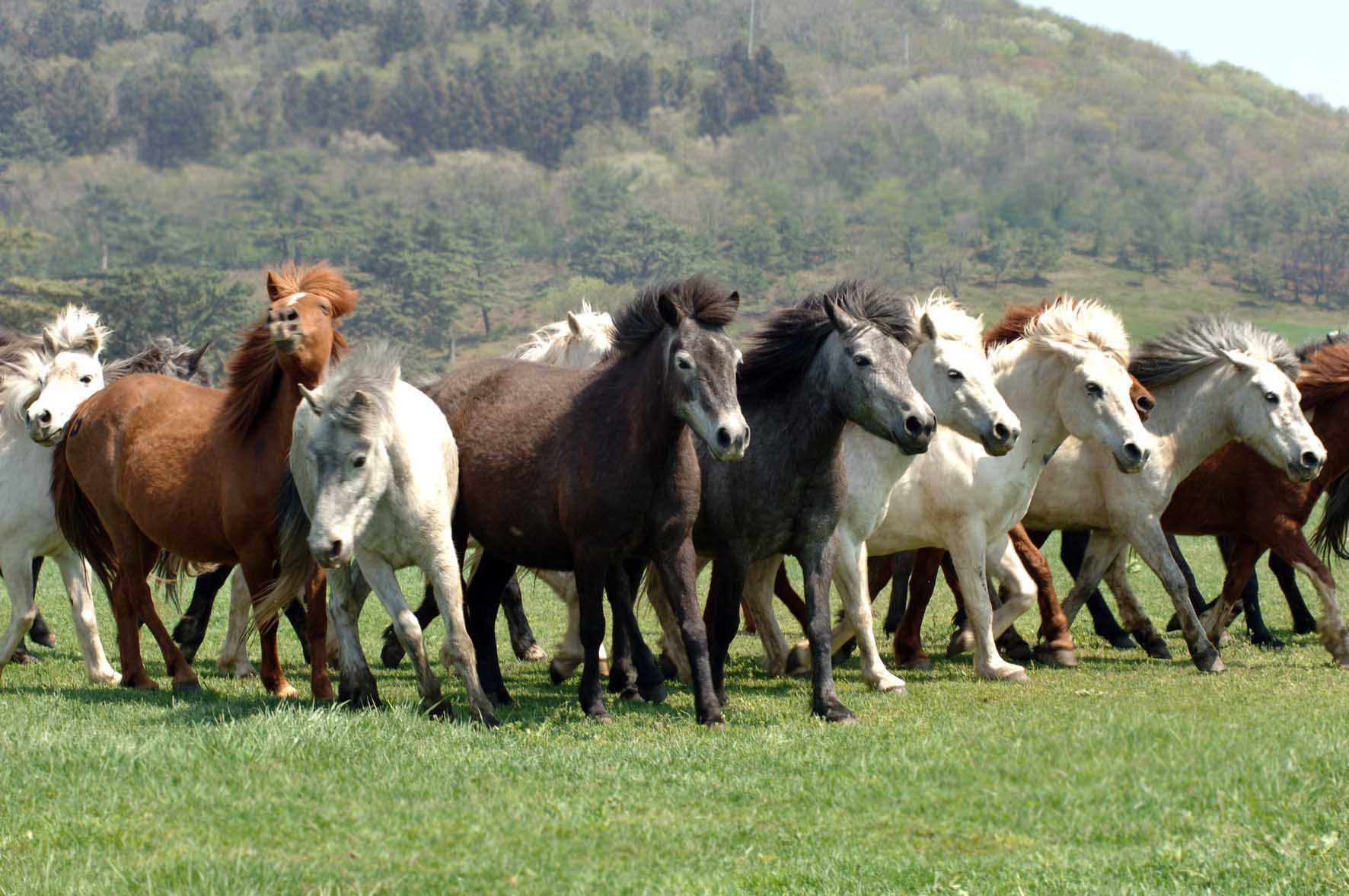
Le Cheju de Corée du Sud, l'une des nombreuses races de chevaux descendant du cheval mongol.

Beaucoup d'autres chevaux descendent de chevaux mongols,, résultat des conquêtes militaires menées par l'Empire mongol entre le XIIIe siècle et le XVe siècle, qui ont répandu la race sur un très vaste territoire,, mais aussi du commerce, en particulier celui des Vikings sur la route commerciale de la Volga, qui l'amène jusqu'en Europe du Nord. Les données génétiques suggèrent qu'il a probablement contribué à de nombreuses races de chevaux européennes et asiatiques. Parmi les races européennes, on compte le Bosnien, l'Albanais et le Huçul. Il existe aussi un questionnement sur sa parenté avec le cheval islandais et le Fjord. La distance génétique est notablement plus importante entre les chevaux d'Europe du Nord et le Pur-sang qu'entre ces derniers et le cheval mongol.
La parenté entre le cheval mongol et le poney Cheju de Corée est démontrée depuis 1983. Le cheval mongol est aussi à l'origine de toutes les races de chevaux japonaises, via la Corée. Cela résulte peut-être de tentatives infructueuses de conquêtes mongoles du Japon et de l'Indonésie. Son influence se retrouve en effet jusqu'en Indonésie, le ministère de l'agriculture indonésien ayant confirmé une influence de poneys chinois, eux-mêmes d'ascendance mongole, sur le cheptel local. Le Sumbawa ressemble beaucoup au cheval mongol, bien que le manque d'études génétiques ne permette pas de confirmer cette filiation.
Le cheval mongol a aussi influencé le poney tibétain, qui via le commerce étend ensuite cette influence à toute la Chine.
Sous la dynastie Ming, le cheval mongol devient un cadeau diplomatique prisé de la cour impériale chinoise, la race devenant aussi en demande pour lutter contre les invasions mongoles.
Le commerce de cette race en Russie conduit à des expériences de croisement entre les grandes races de chevaux européennes et les petits chevaux mongols, en vue de récupérer ses qualités de rusticité chez les poulains hybrides. Beaucoup de ces expérimentations échouent cependant à cause de la petite taille de la jument mongole, qui complique le poulinage. La seule expérience fructueuse de ce type est celle qui donne la race Jargalant,. En dehors de ces croisements, le cheval mongol reçoit très peu d'influences extérieures, les autres races de chevaux n'étant pas capables de vivre sous le rude climat de la Mongolie.

### Depuis leXXesiècle

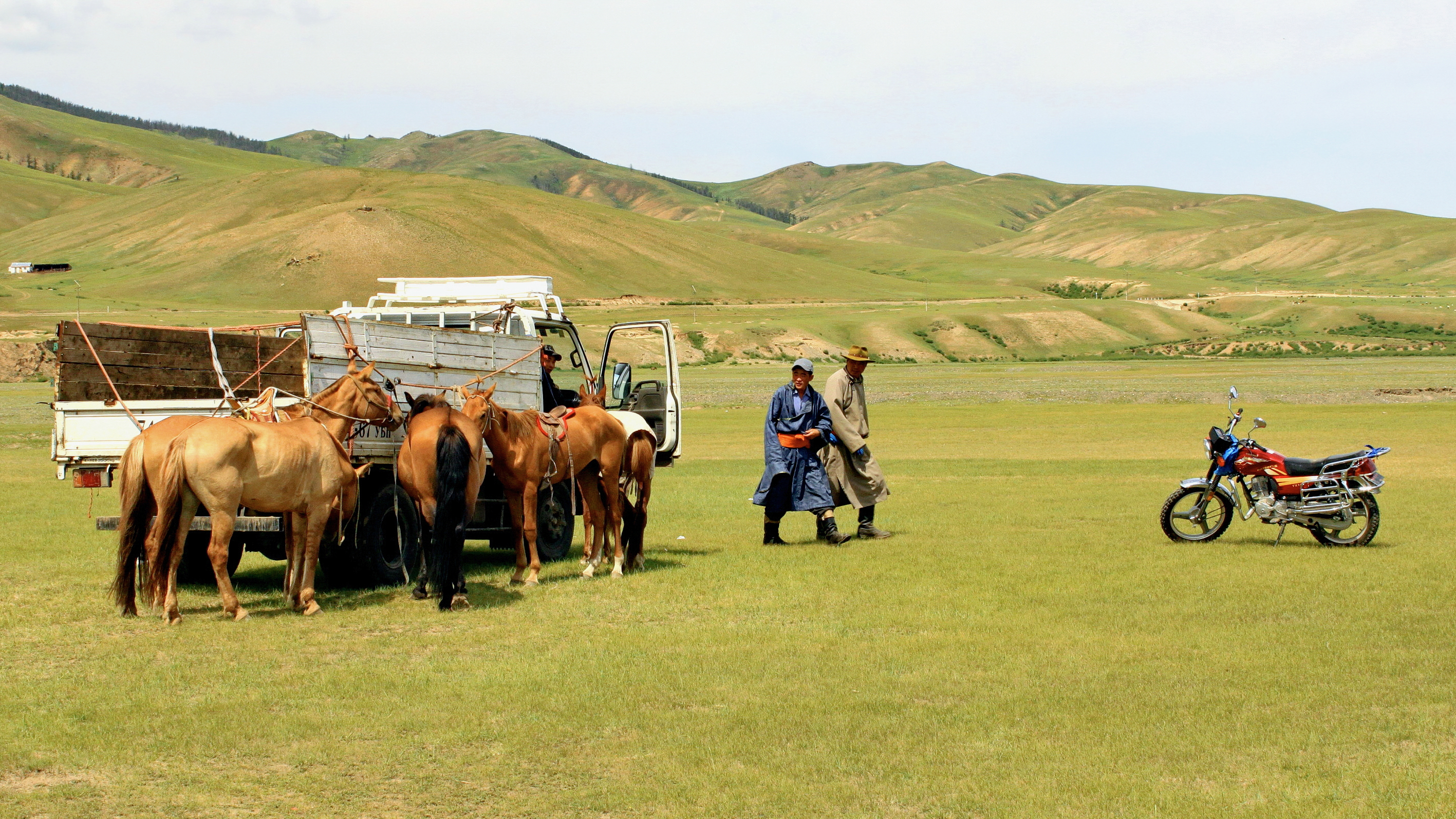
Préparation d'un Naadam à Kharkhorin en 2010 : les chevaux sont attachés au camion qui a servi à leur transport

Un sondage de 1918 cite alors la présence d'un million et demi de chevaux en Mongolie. L'avènement du communisme entre 1921 et 1924 met un terme aux courses rituelles organisées lors des cérémonies du printemps, les naadam (ou nadom). Le gouvernement communiste en fait une fête nationale militaire, la déplace au 11 juillet et crée des catégories par âge et par sexe des chevaux mongols qui concourent. De profonds changements touchent aussi le mode de vie des éleveurs, leurs animaux devenant propriété de l’État. Un système d'enregistrement écrit des poulains est mis en place. De nombreux chevaux mongols sont envoyés en Union soviétique durant la Seconde Guerre mondiale, ce qui diminue les effectifs de la race. Les familles mongoles ont alors en moyenne 10 à 15 chevaux appartenant à L’État.
La littérature mongole permettant de décrire les chevaux locaux n'est longtemps restée que sous forme de manuscrits qui se transmettaient de manière informelle, car seuls les monastères lamaïstes disposaient d'imprimeries. Les impressions de ces textes profanes débutent durant les années 1960, dans la capitale Oulan-Bator.
Les traditions et rituels équestres sont remis à l'honneur en Mongolie après la chute du communisme, en 1991,. Les chevaux sont privatisés, les familles d'éleveurs en devenant propriétaires, après une attribution par l’État dépendant de la taille des familles. Le secteur connaît une successions d'évolutions très rapides depuis lors, sous l'influence de l'économie de marché occidentale. Si le recours à des motos et des jeeps s'est répandu au détriment des chevaux, la race locale conserve un statut prestigieux dans ce pays. En revanche, côté chinois (Mongolie-Intérieure), l'art équestre et les connaissances hippologiques des nomades des steppes sont très peu valorisés, entraînant le déclin du cheval mongol chinois et des traditions qui lui étaient associées.

## Description

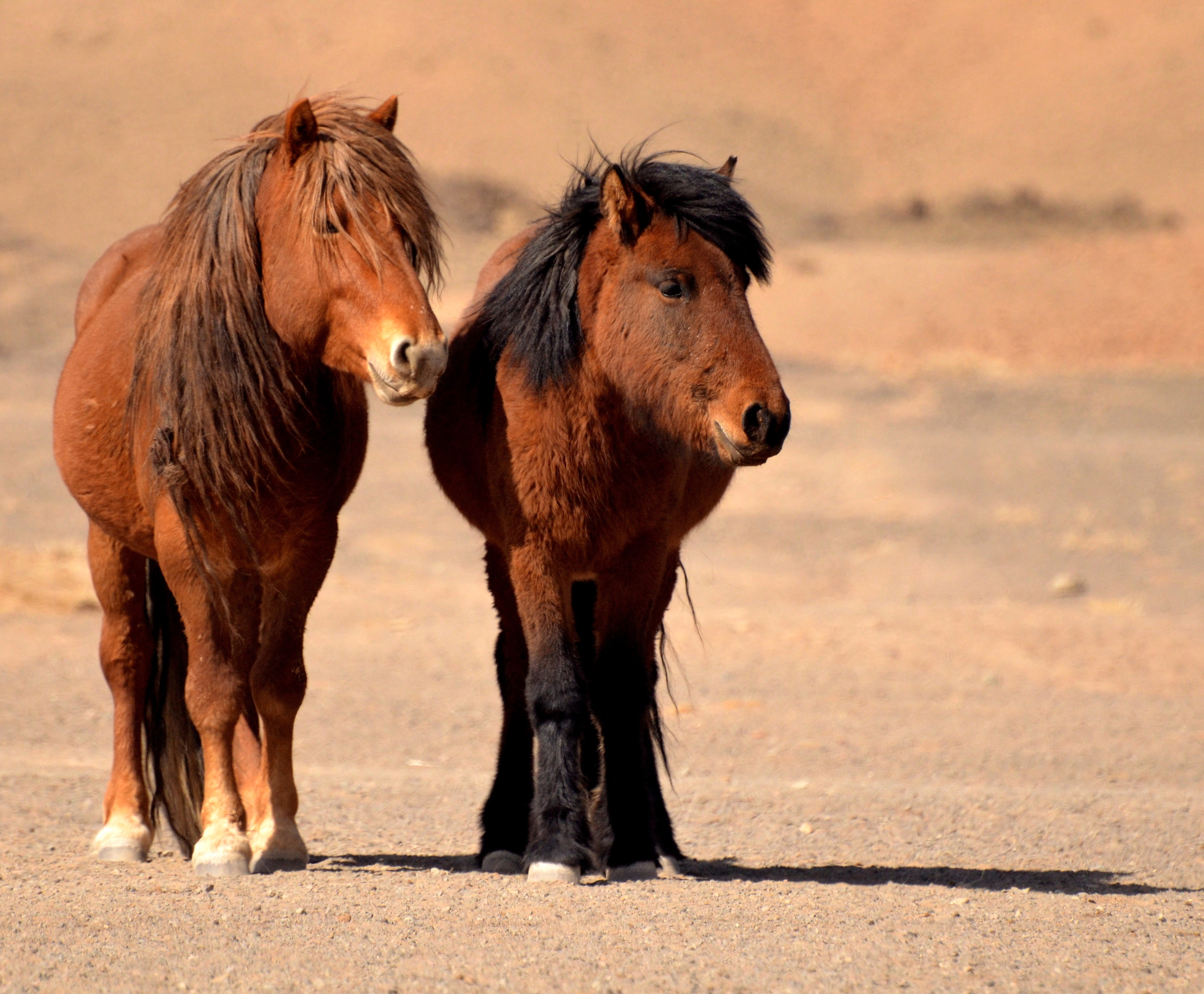
Chevaux mongols semi-sauvages dans le désert de Gobi, près d'un point d'eau.

De par ses caractéristiques physiques exceptionnelles, sa diffusion et son rôle martial, le cheval mongol constitue une race unique à l'échelle mondiale. Son modèle se retrouve chez des races de chevaux extérieures à la Mongolie, ce qui a conduit CAB International et d'autres spécialistes à décrire un « type mongol », dont font également partie des races chinoises, tibétaines et russes comme l'Altaï, le Bouriate, le Narym, le Touva et le Iakoute,. Ce type mongol est caractérisé par un modèle court et solide, massif et dense. Il peut être classé parmi les poneys dans les sources occidentales en raison de sa taille,, mais en l'absence d'une notion équivalente au concept de « poney » en Mongolie, cette race est plutôt à classer parmi les chevaux,.
L'influence de la sélection naturelle est prépondérante sur la plupart des chevaux mongols modernes.

### Différences entre sources occidentales et sources mongoles

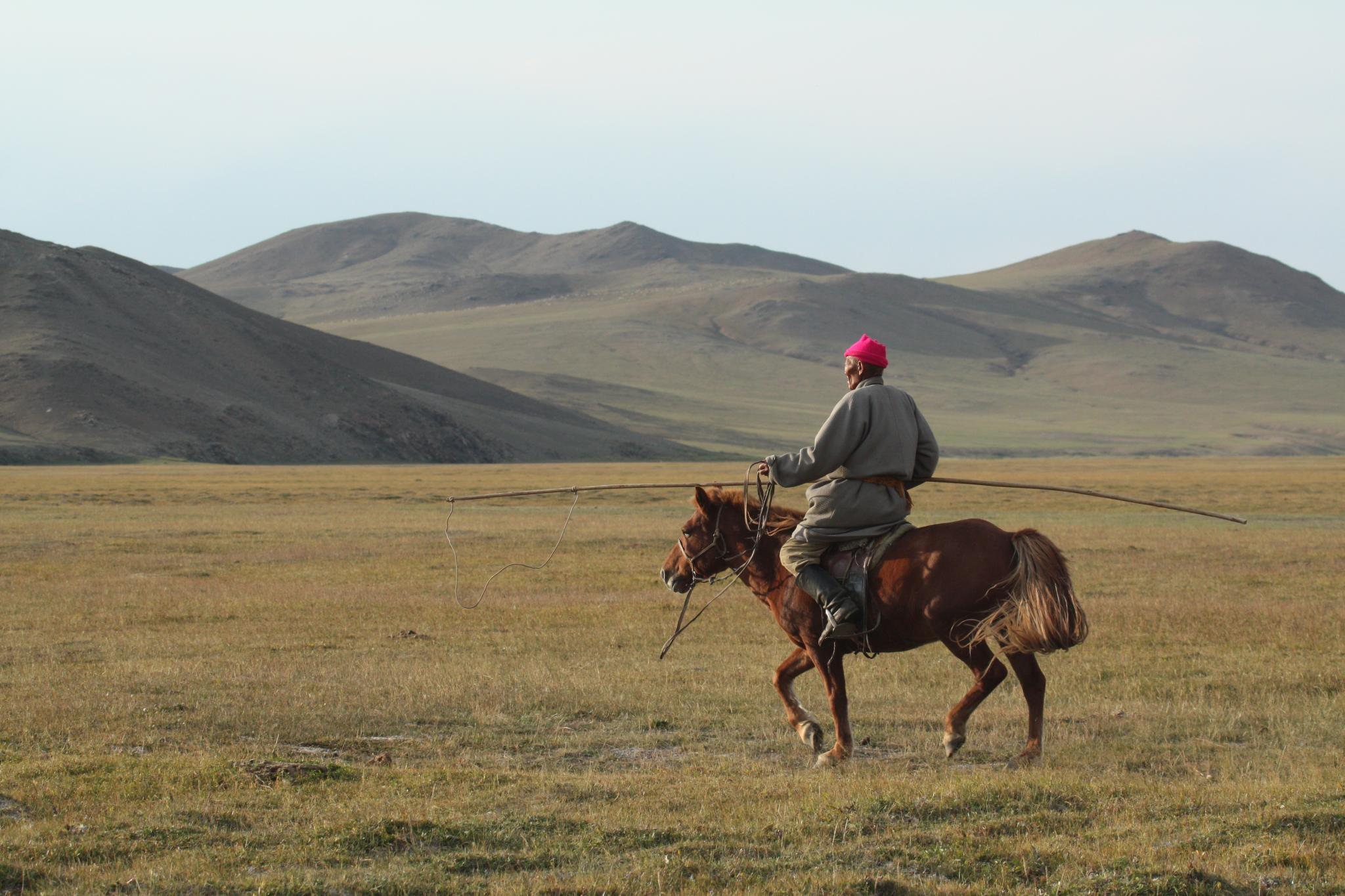
Cavalier mongol équipé d'une perche-lasso (uurga).

La « race » des chevaux mongols a été décrite et étudiée initialement par des Européens, en vue d'en fournir une description standardisée. Ils l'ont souvent jugée comme petite et laide, mais douée d'une endurance et d'une résistance à l'effort exceptionnelles,,. Le cheval mongol a notamment été comparé à un « pourceau » à cause de son corps en forme de tonneau, et même à « un gros rat sur roulettes » par Saint-John Perse. Selon Jean-Louis Gouraud, la plupart de ces descriptions occidentales sont « un tissu d'âneries ».
Dans la tradition mongole, ce cheval est au contraire objet de prestige ; l'historienne Françoise Aubin estime cependant que l'évaluation repose sur des « jugements de valeur stéréotypés ». La littérature mongole descriptive des chevaux s'appelle moriny shinz, soit « caractéristiques / qualités du cheval », et se rapproche des manuels de physiognomonie. Cette littérature est très bien diffusée localement, et comporte entre autres des conseils pour repérer une bonne jument reproductrice ou un bon hongre à monter pour utiliser la perche-lasso (uurga).
Françoise Aubin rappelle que les nomades mongols ne décrivent pas leurs chevaux comme le font les Occidentaux : certaines parties du corps décrites en mongol n'ont aucun mot équivalent pour une traduction française. La langue mongole dispose en effet d'un vocabulaire extrêmement riche pour l'anatomie du cheval, la « moindre cavité ou protubérance » de l'animal étant désignée par un mot précis. L'usage est de comparer la morphologie du cheval à d'autres animaux : le dos et le rein sont comparés au lièvre, au serpent ou au poisson ; la tête est comparée au souverain (khan) ; le poitrail, le cou et le nez sont comparés au lion, etc.
Ces sources sont souvent fantaisistes : parmi les 244 mots différents désignant les dents du cheval, certains manuscrits affirment que l'animal a 40 dents, d'autres qu'il en a 51.
Il existe aussi une littérature protoscientifique portant sur l'anatomie interne.

### Taille, poids et croissance

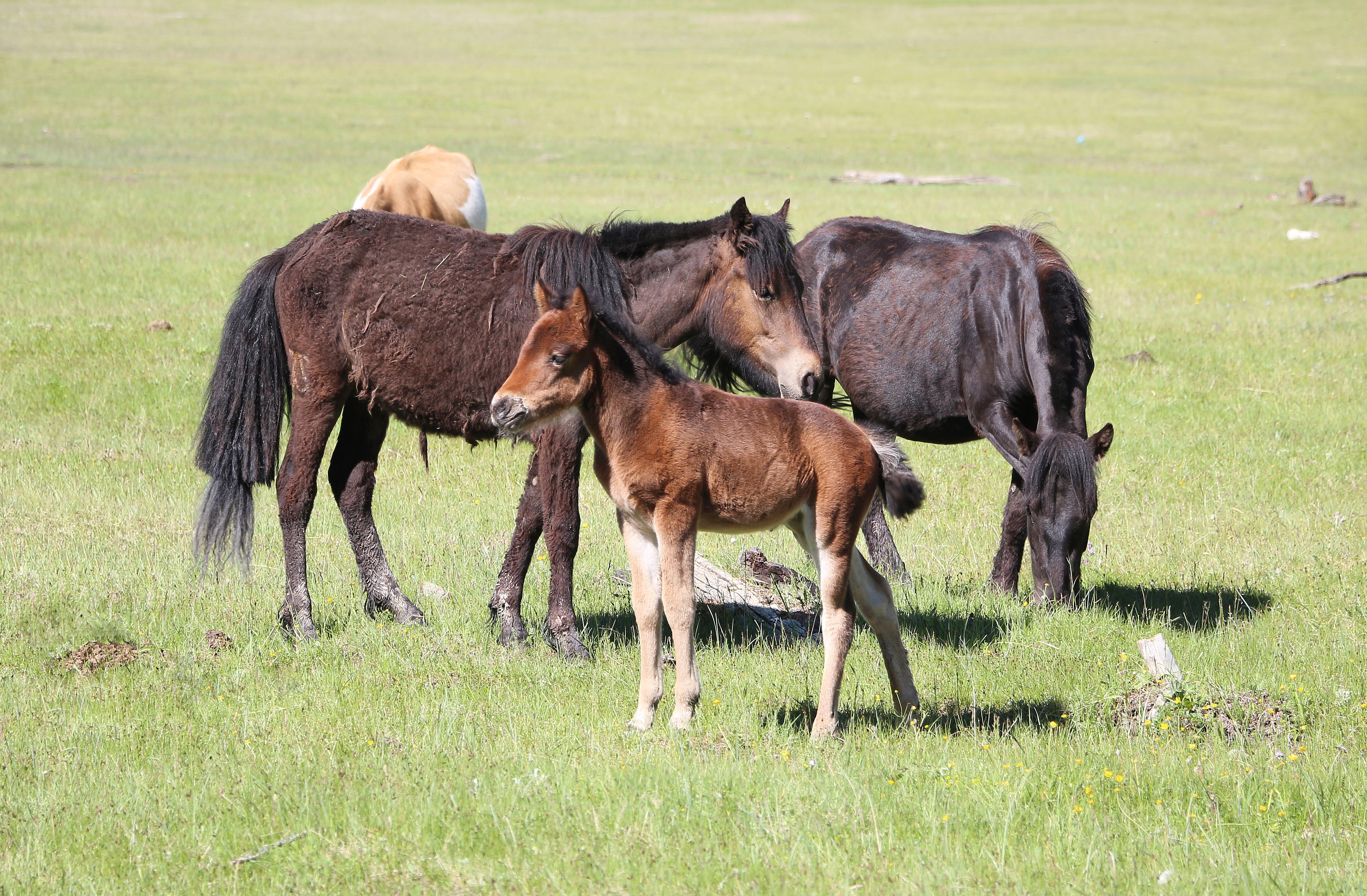
Juments mongoles Darkhad avec leurs poulains.

Le poulain mongol pèse en moyenne 25 kg à la naissance, et la pouliche 23,4 kg. Mâles comme femelles sont considérés comme adultes à trois ans, âge auquel ils peuvent commencer à se reproduire.
La taille moyenne à l'âge adulte est de 1,22  à   1,42 m selon CAB International, 1,22  à   1,40 m selon l'autrice britannique Caroline Silver (1984), 1,23  à   1,42 m selon Bongianni et le Guide Delachaux, 1,29  à   1,45 m selon l'autrice tchèque Helena Kholová et 1,35  à   1,45 m selon l'auteur autrichien Martin Haller. Les données de la base DAD-IS indiquent une taille moyenne de 1,31 m chez les mâles et 1,26 m chez les femelles. Le poids moyen respectif à l'âge adulte est de 360 à 300 kg.

### Types et races de chevaux mongols

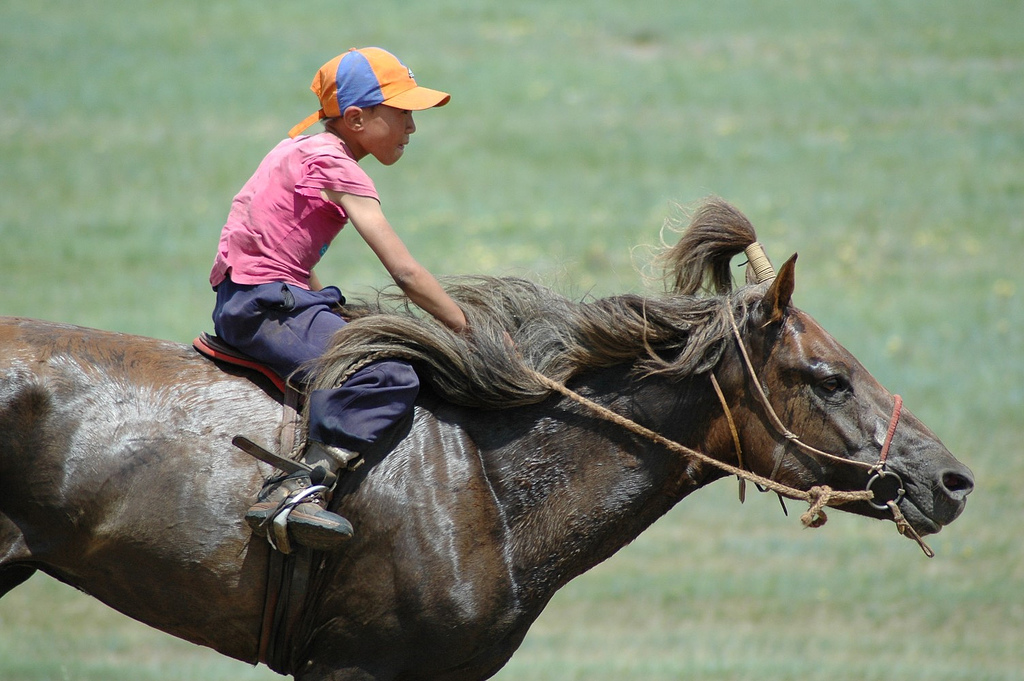
Un Galshar, type local de Mongolie, destiné aux courses

Il existe une certaine confusion pour distinguer les races de chevaux de la Mongolie, et plus largement de l'Asie centrale. Les classer en types ou en races se révèle souvent très aléatoire. Hendricks et CAB International distinguent quatre types, dus à des différences de biotope, :
- le type des forêts, le plus grand et le plus lourd de tous ;
- le type des steppes, plus petit mais mieux conformé pour la monte ;
- le type des montagnes, assez proche de l'Altaï[53],[50], relativement grand et épais[54] ;
- le type du désert, le plus petit de tous, particulièrement rustique et calme, qui provient du désert de Gobi et dont la robe est généralement bai foncé[53],[50],[55].

Diversité des types du cheval mongol
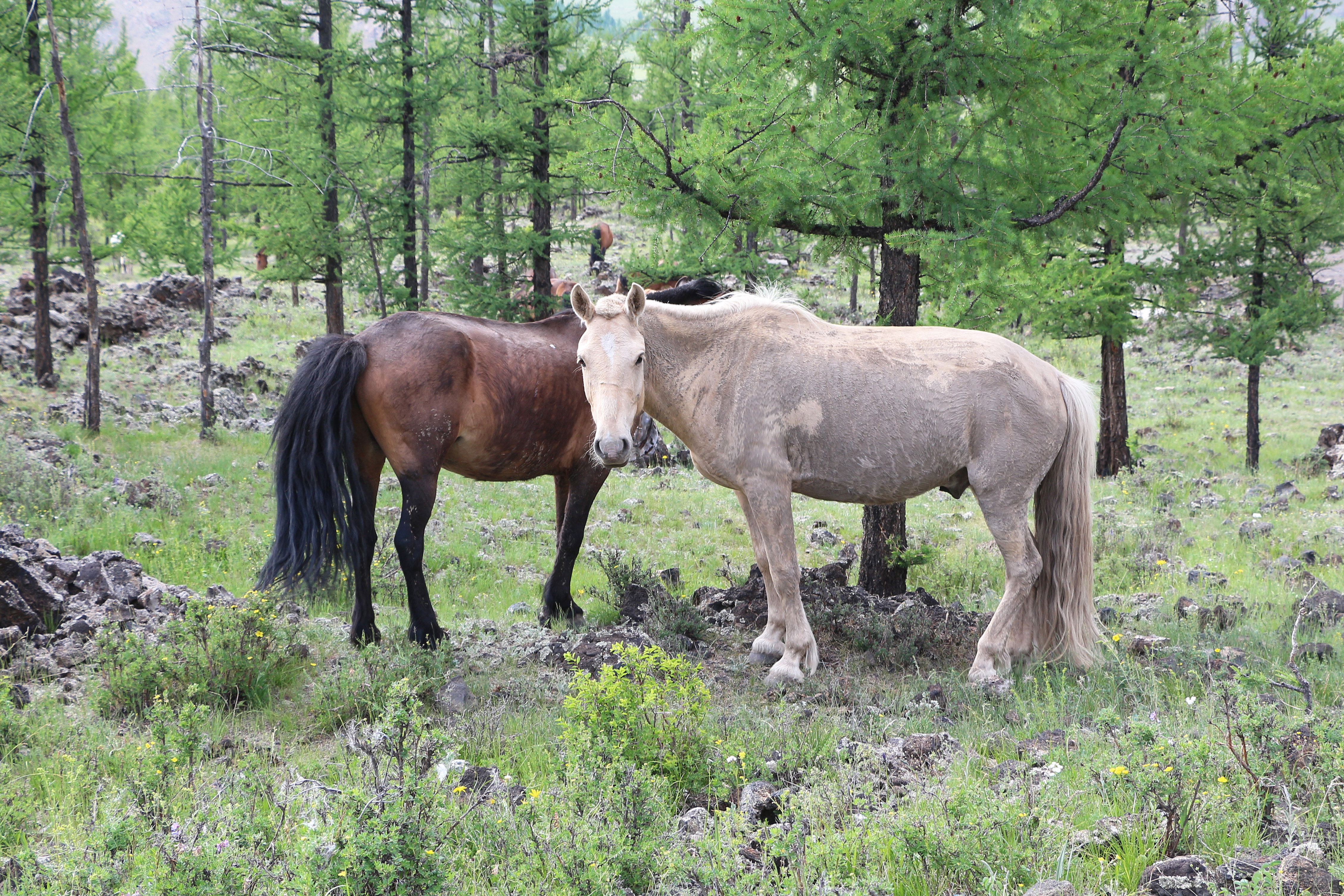
Type des forêts
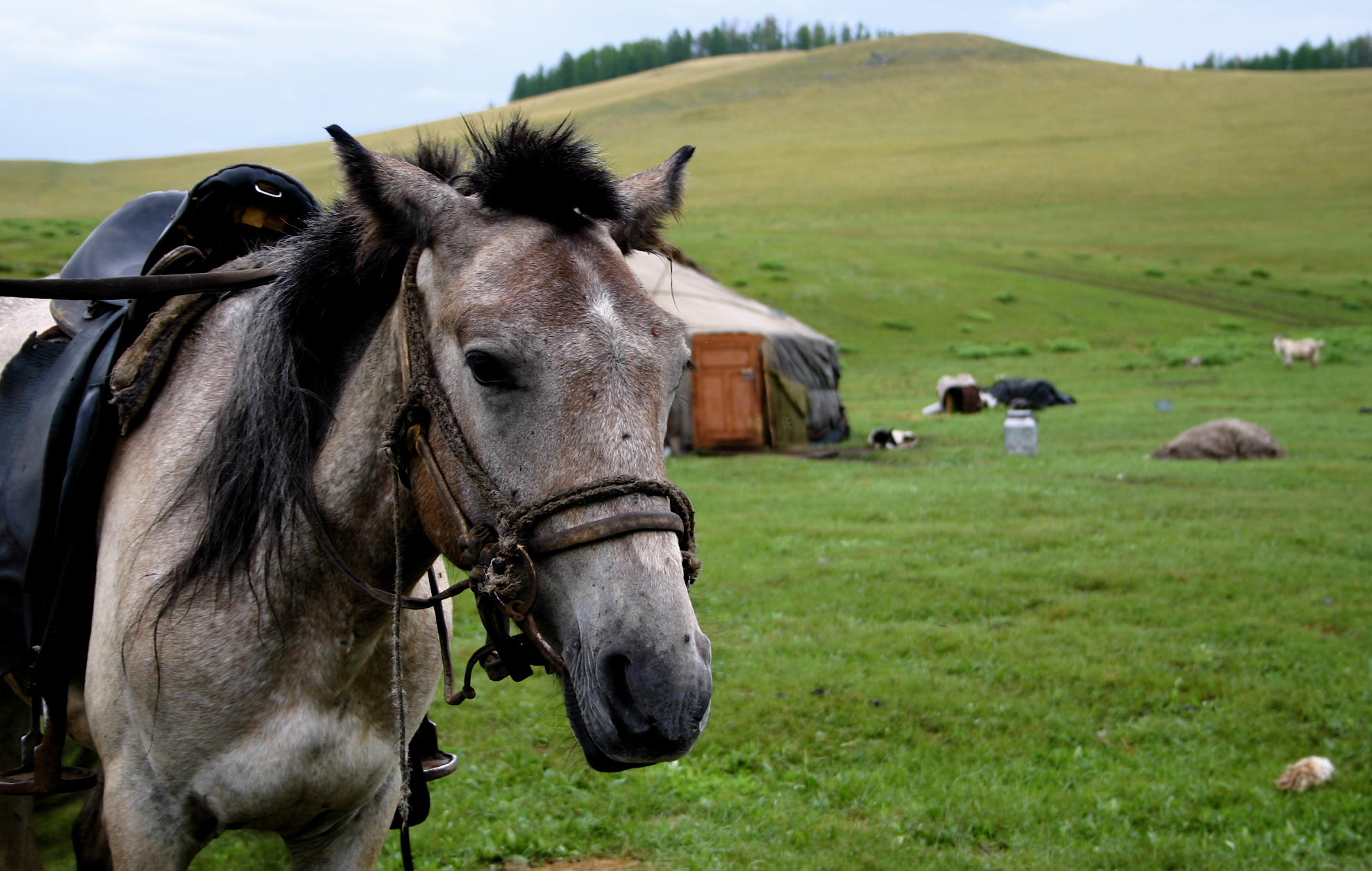
Touvain, type des steppes
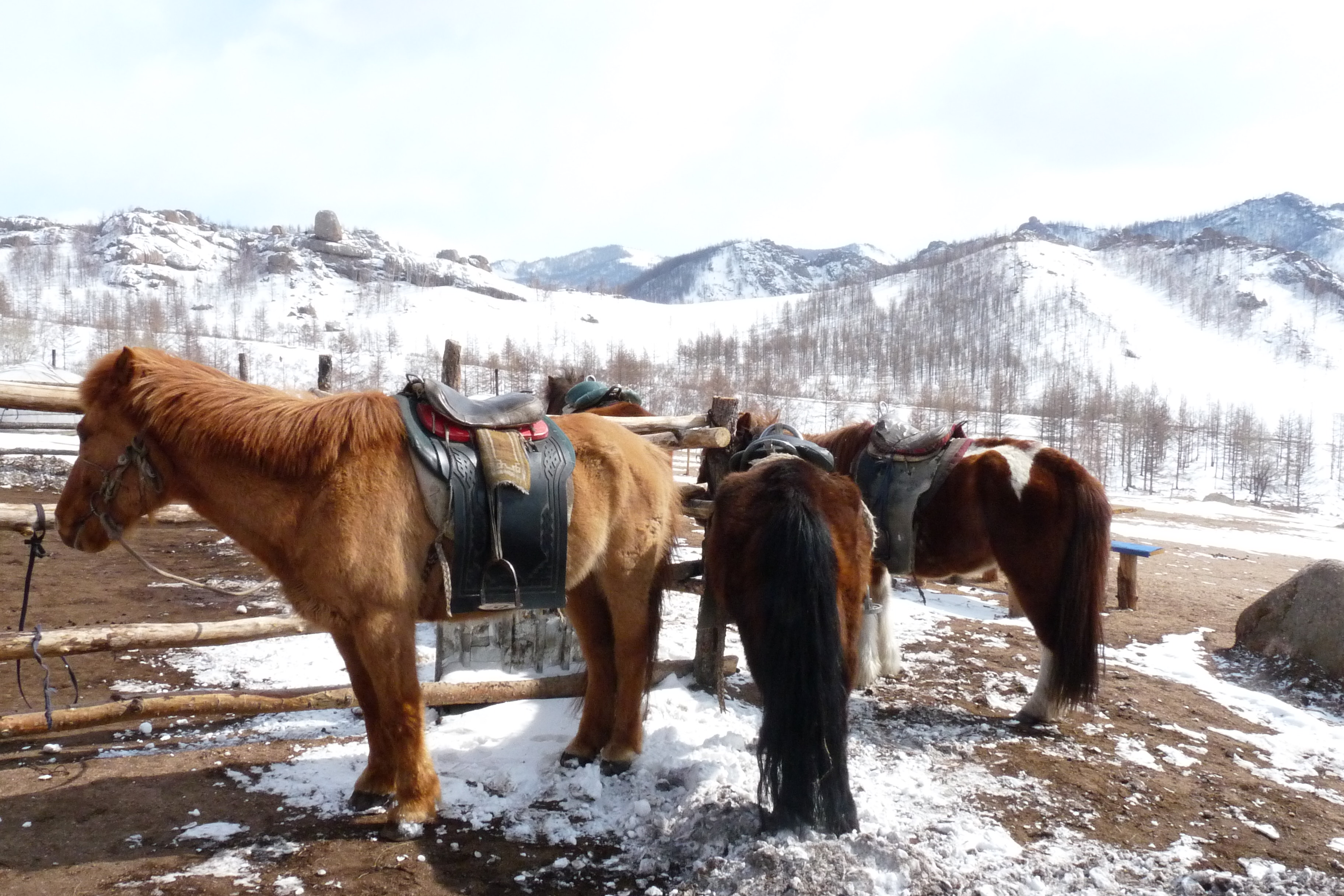
Type des montagnes (ici, en pelage d'hiver).
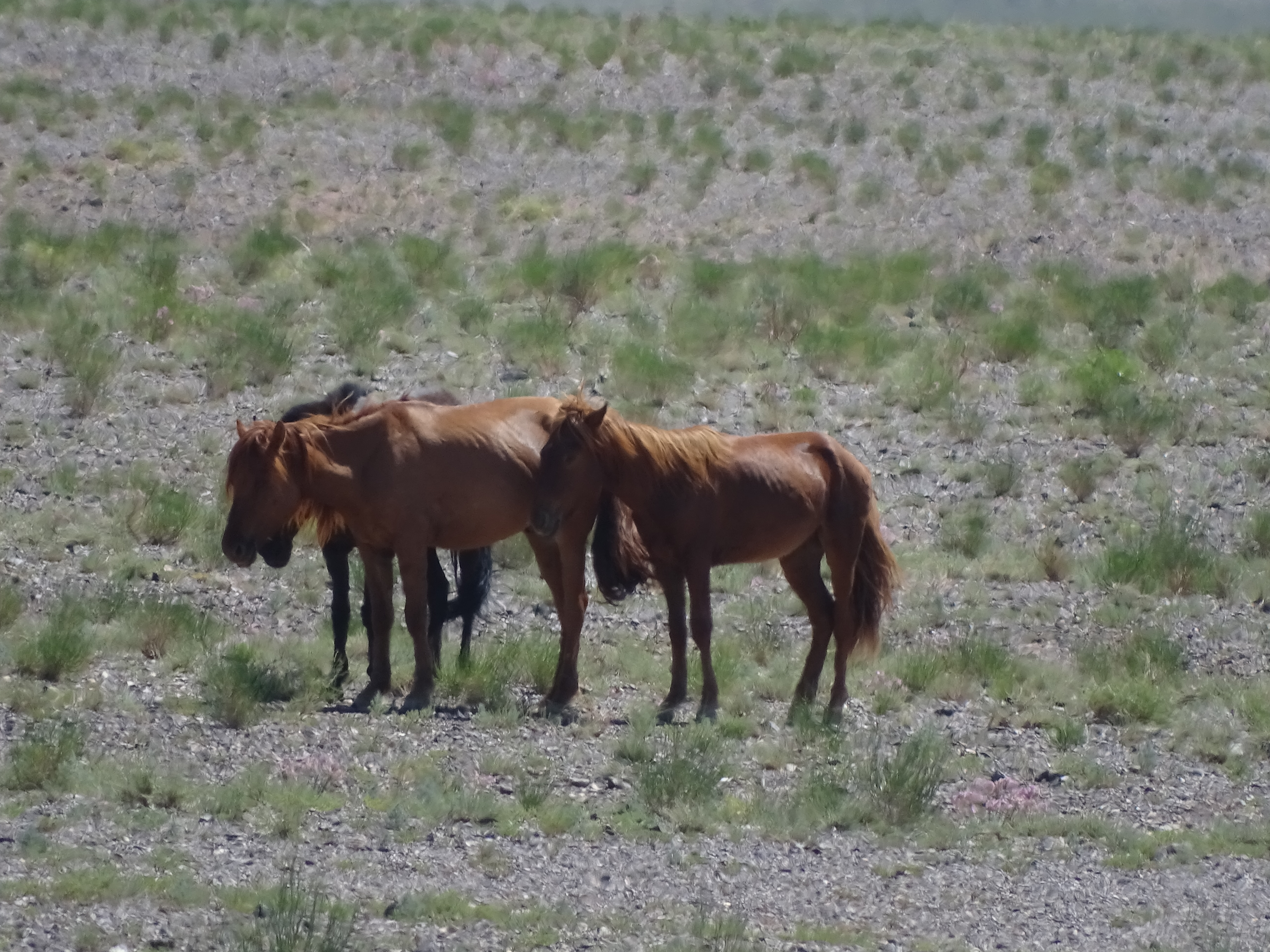
Type du désert de Gobi

Il est également fréquent de distinguer des races régionales parmi le groupe du cheval mongol. En Mongolie, ces différentes races incluent le Galshar, le Tes, le Darkhad, le Jargalant, le Myangad (ou Myngad) et l'Ondorshil. Les chevaux de l'Est du pays sont plus petits, plus longilignes, plus rapides et dotés de jambes plus fines. Ceux de l'Ouest ont l'encolure plus courte, les oreilles plus longues, et une grande diversité de couleurs de robe.
|  | Galshar   |
|  |           |
|  | Tes       |
|  |           |
|  | Darkhad   |
|  |           |
|  | Jargalant |
|  |           |
|  | Myangad   |
|  |           |
|  | Ondorshil |
|  |           |

|  | Abaga   |
|  |         |
|  | Baicha  |
|  |         |
|  | Ujumqin |
|  |         |
|  | Wushen  |
|  |         |

|  | Galshar   |
|  |           |
|  | Tes       |
|  |           |
|  | Darkhad   |
|  |           |
|  | Jargalant |
|  |           |
|  | Myangad   |
|  |           |
|  | Ondorshil |
|  |           |

|  | Abaga   |
|  |         |
|  | Baicha  |
|  |         |
|  | Ujumqin |
|  |         |
|  | Wushen  |
|  |         |

En Chine (Mongolie-Intérieure), quatre types du cheval Mongol chinois sont répertoriés : l'Abaga, le Baicha, l'Ujumqin, et le Wushen.

### Morphologie

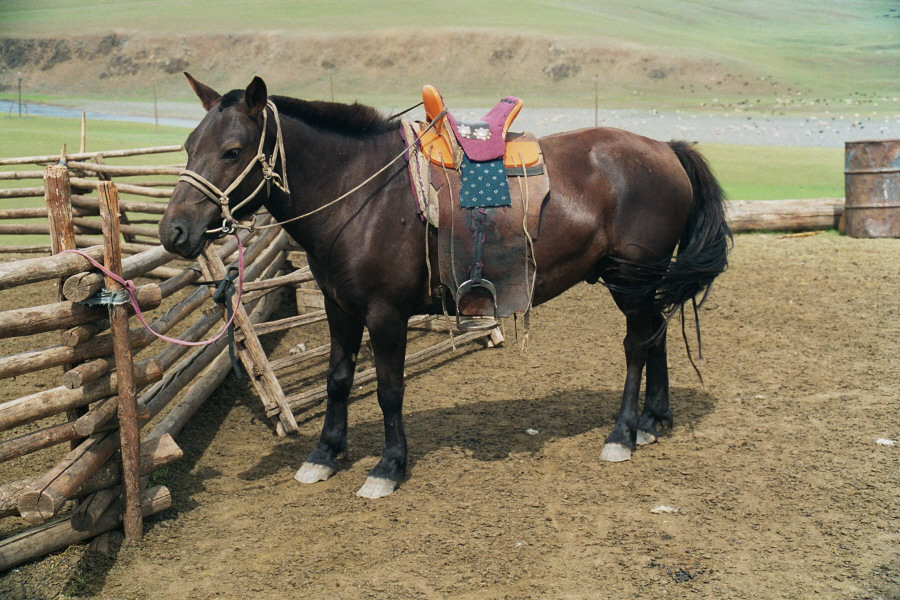
Cheval mongol sellé et harnaché.

En raison de l'absence de réelle sélection coordonnée et de l'immensité de son aire de répartition, le cheval mongol présente des variations morphologiques parfois importantes. Le modèle est médioligne, à la fois musclé et compact, typique d'un cheval des steppes primitif.

#### Tête
La tête paraît grosse et lourde en comparaison avec les proportions du corps, qui est court et large,, d’apparence fruste. Le profil de tête est rectiligne, ou bien busqué. La tête est relativement large. Si ce dernier n'est pas rasé, elle est surmontée d'un toupet abondant.

Tête du cheval mongol
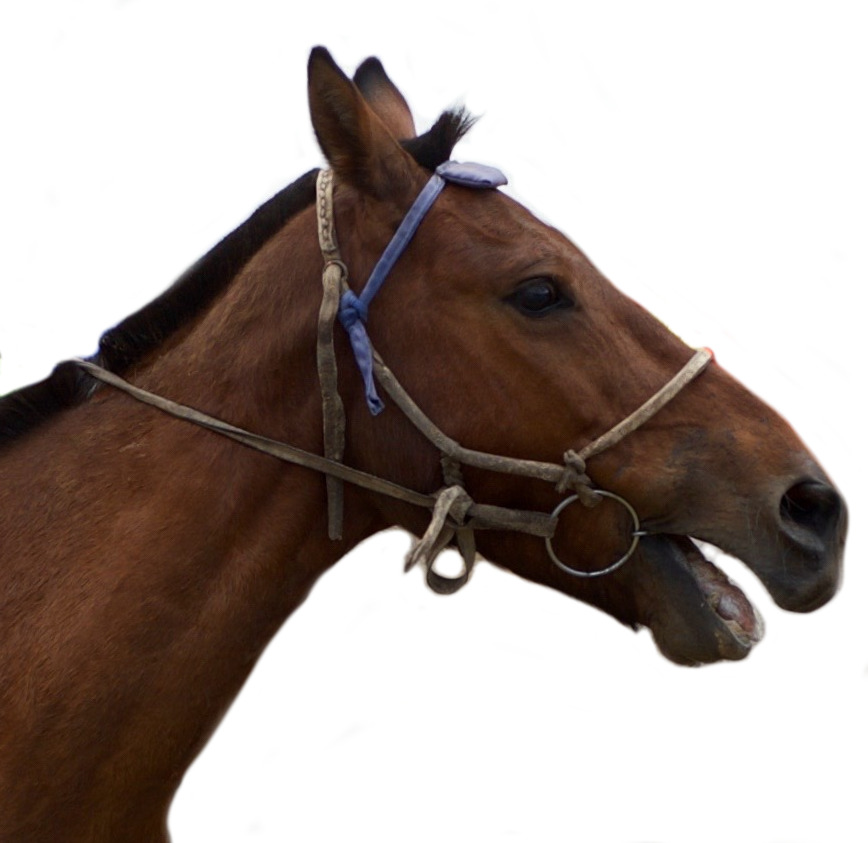
Cheval mongol bai près d'Oulan-Bator
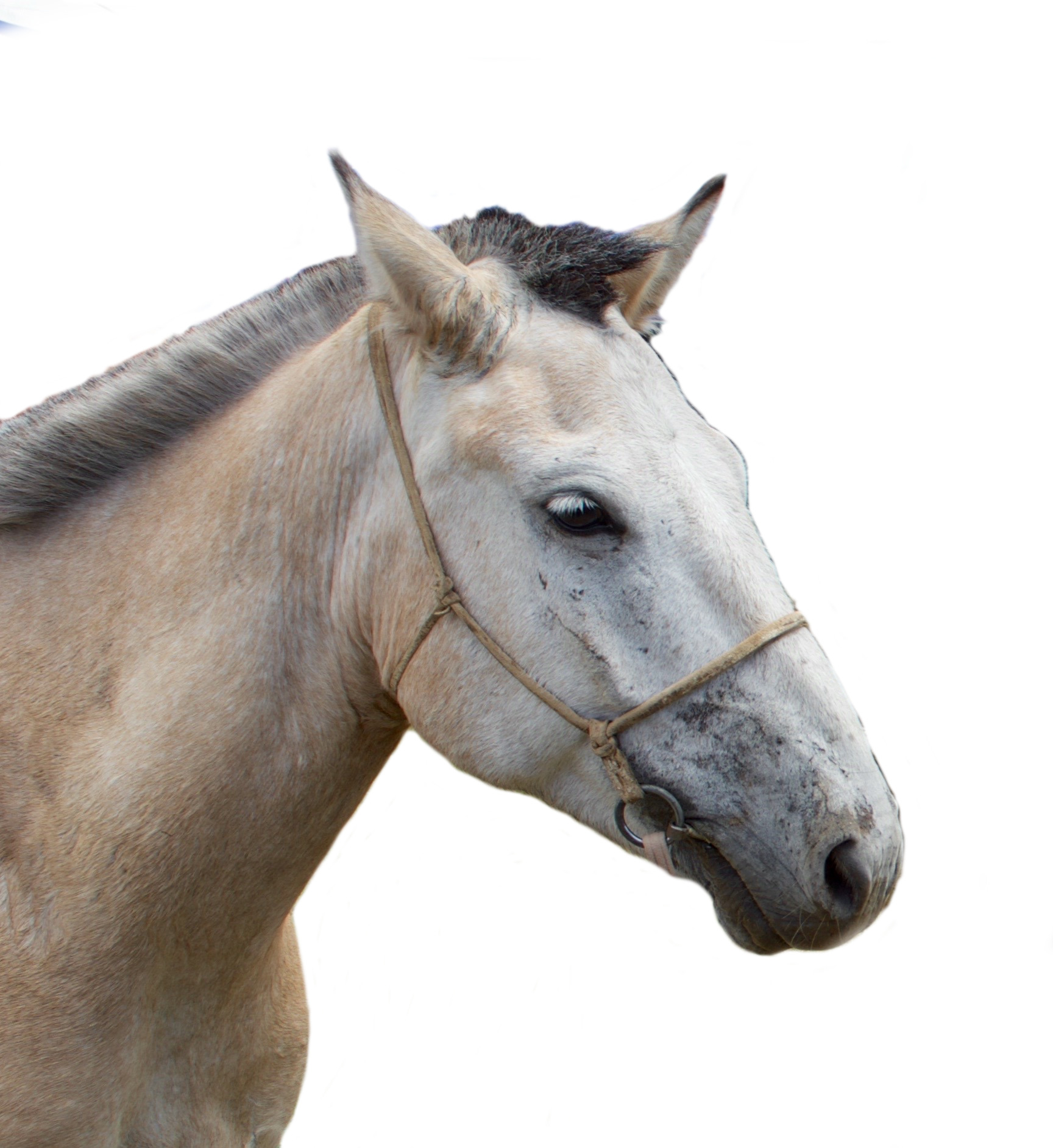
Cheval mongol gris près d'Oulan-Bator
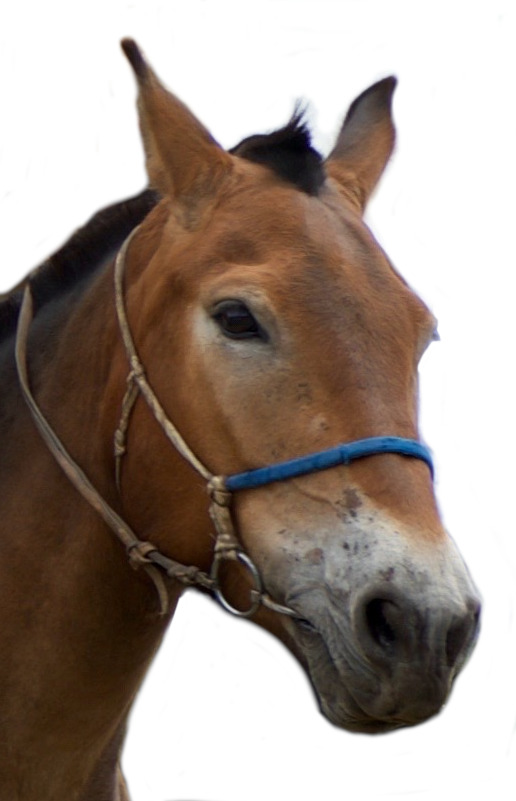
Cheval mongol bai pangaré près d'Oulan-Bator
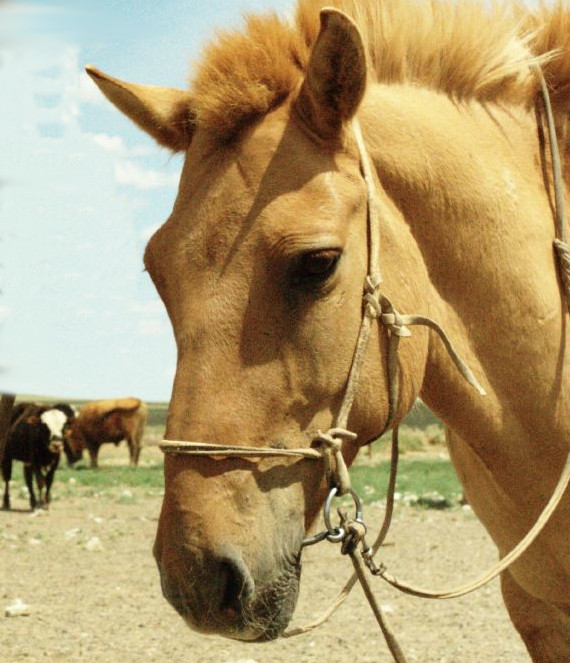
Cheval mongol alezan du désert de Gobi
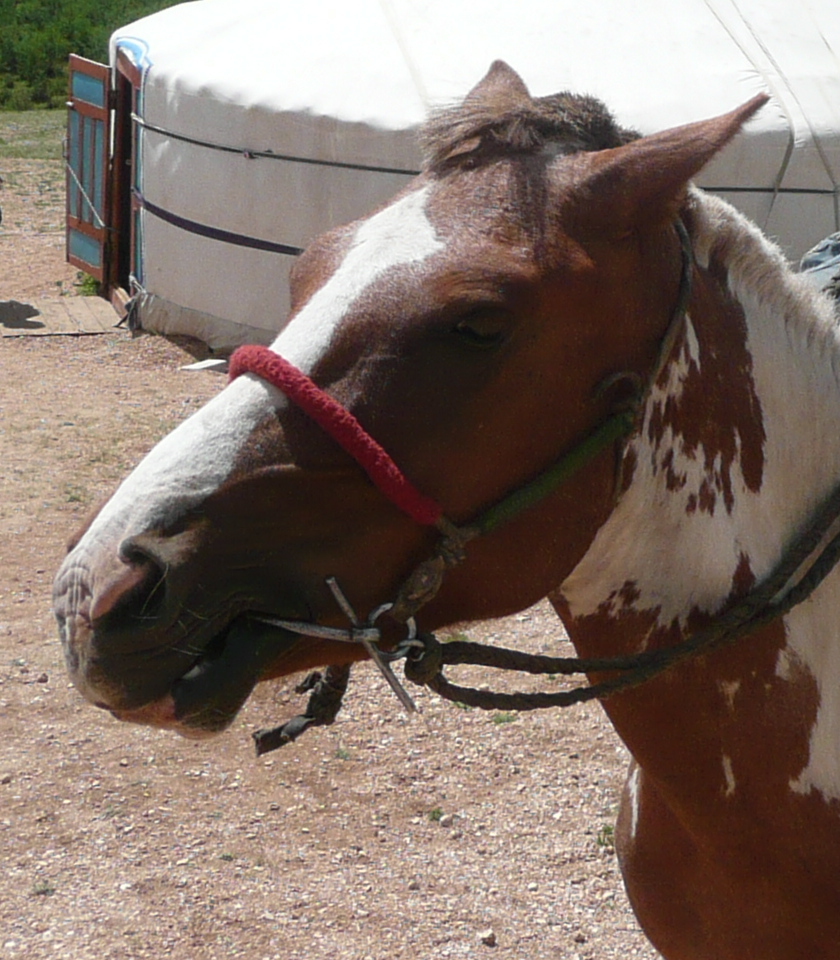
Cheval mongol alezan pie du parc national Gorkhi-Terelj

L’œil est de petite taille,,,,,, en forme d'amande. Les oreilles sont courtes,,, et épaisses,. Les joues sont velues et les mâchoires puissantes.

#### Corps
L'encolure est courte,, et massive,,, profondément ancrée et avec une crinière flotttante. La poitrine est profonde, donnant un tour de poitrine d'environ 1,50 m. Le garrot est court selon Bongianni, long selon Haller, et plutôt plat,,. L'épaule est relativement inclinée et musclée, mais courte. Le corps est large, avec un dos court, et fort. La ligne dorso-lombaire est droite, voire convexe (dos carpé). Les reins sont courts. La croupe est bien musclée, longue et de forme inclinée,,. La queue est néanmoins attachée relativement haut,.
La fesse est souvent près du jarret.
Les crins sont abondants, et le poil devient particulièrement dense et épais en hiver,.

#### Membres
Les jambes sont courtes,, mais fortes et compactes, avec de bonnes articulations et de bons tendons. Le tour de canon mesure environ 17 cm. On remarque souvent la présence de fanons au bas des membres. Le pied est de forme ronde,. La corne des sabots se révèle particulièrement dure et résistante,,, permettant au cheval mongol de se mouvoir sur pratiquement n'importe quel type de terrain sans ferrure.

### Robes
Toutes les couleurs de robe possibles sont observables chez cette race,,. Cette diversité est exceptionnelle compte tenu du peu d'influences extérieures sur cette population de chevaux. Au XVIIe siècle, les possibilités de couleurs de robe alors très rares en Europe, telles que le tacheté noir et blanc, suscitent de l'intérêt et de la curiosité envers les chevaux mongols sur ce continent. En Mongolie, les chevaux sont traditionnellement nommés d'après leur couleur de robe,,. La taxonomie disponible est beaucoup plus vaste et complète que celle du français.
En 1938, le bai et le gris représentaient les deux couleurs les plus fréquentes. La robe du cheval mongol est le plus souvent unie. Au début du XXIe siècle, 56,7 % de la population de chevaux mongols est de robes foncées, soit le bai ou l'alezan, en raison de préférences des éleveurs,. En effet, les robes « fauves, rousses, dorées, brunes et noires » sont nettement préférées dans la littérature folklorique. Au contraire, les éleveurs dévaluent les robes claires ou bigarrées. Au XIXe siècle, cette dévaluation s'est traduite par la vente de chevaux bigarrés hors de Mongolie.
Les couleurs les plus fréquemment rencontrées sont donc le bai, le bai-brun, l'alezan, le gris, l'isabelle, le bai dun, le souris et le noir,,,. La fréquence du gène Dun est élevée chez cette race de chevaux, qui a également la particularité de pouvoir arborer une marque primitive sombre au niveau de l'épaule.

Robes du cheval mongol
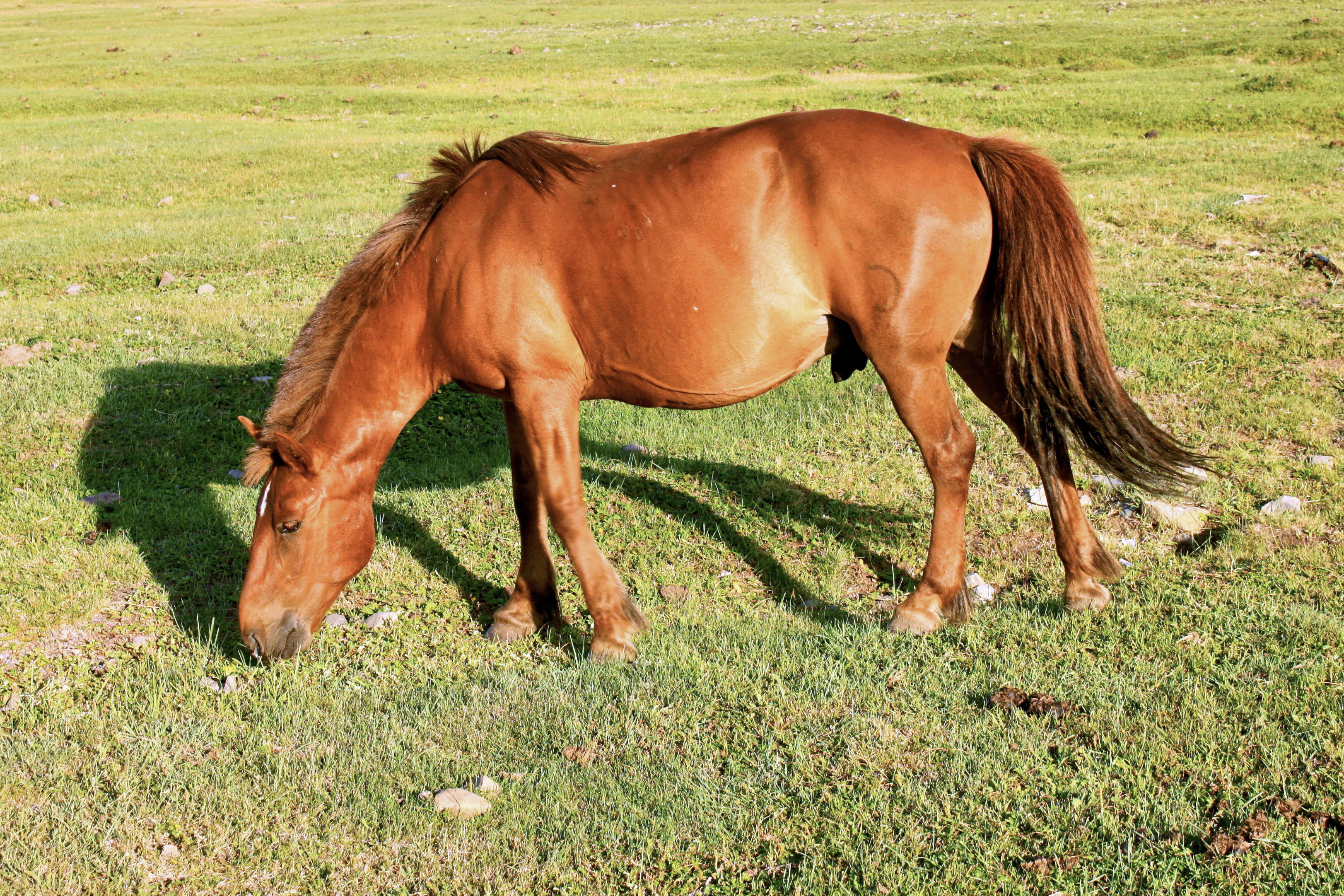
Robe alezane. Parc national Gorkhi-Terelj
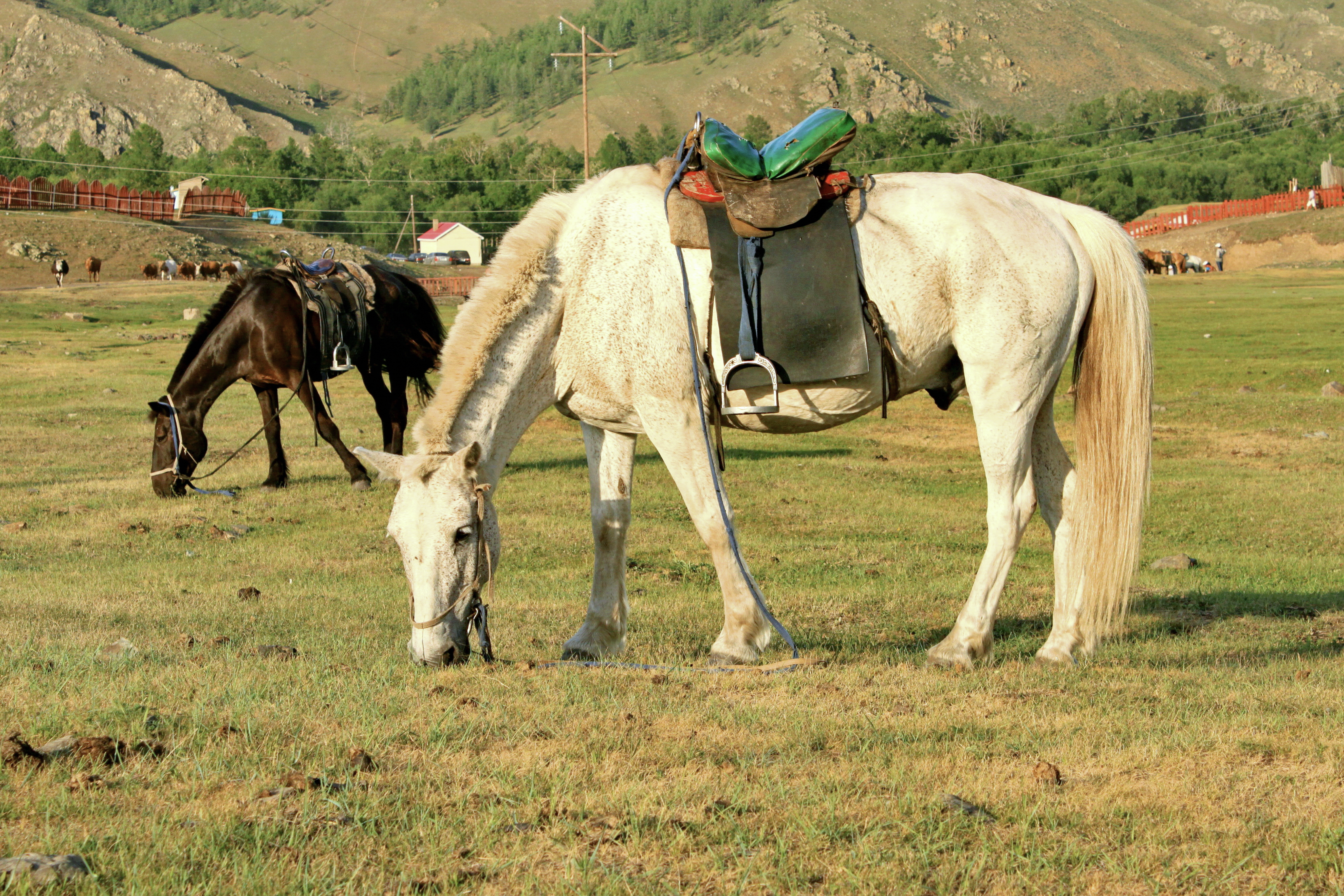
Robe grise au premier plan, un bai-brun au fond. Parc national Gorkhi-Terelj
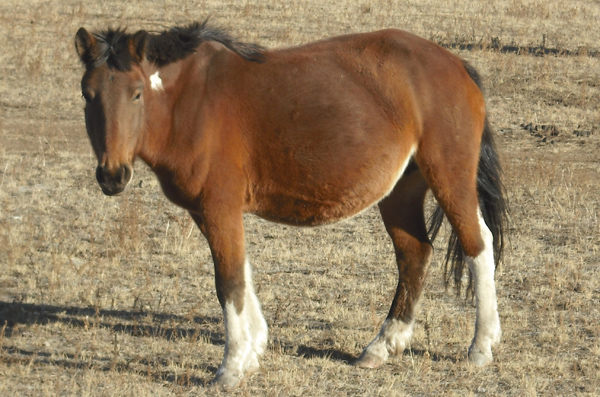
Robe baie pie
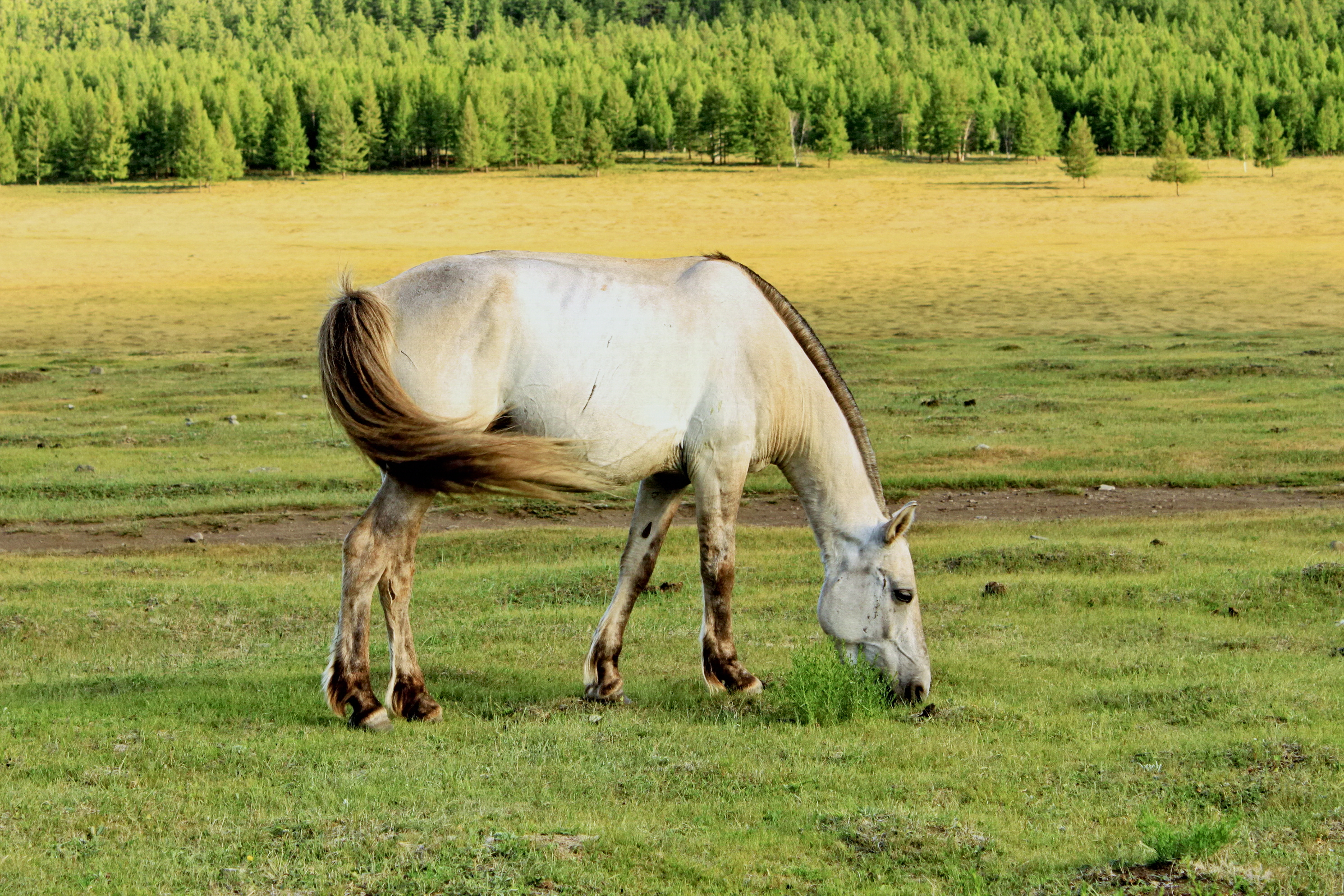
Robe diluée par le gène Crème et le gène Dun.
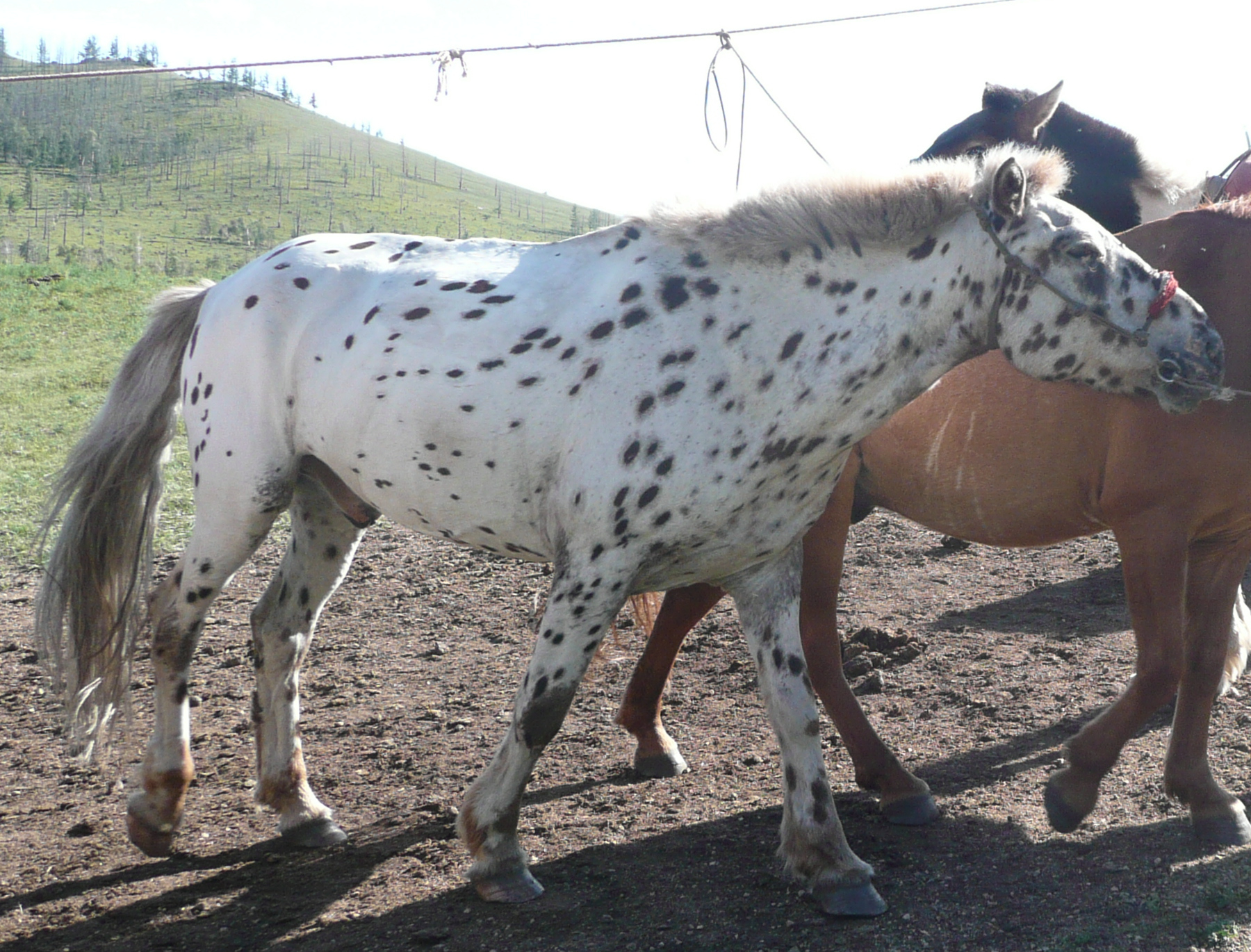
Robe tachetée.

Les robes tachetées et pies restent possibles. Les robes isabelle et palomino sont fréquentes chez le type du désert,. La robe pie se rencontre plus souvent chez le type de montagne. Le pelage blanc est particulièrement valorisé, une jument mongole blanche étant censée donner un lait d'une qualité supérieure.

### Tempérament et entretien
Le cheval mongol est vigoureux, doté d'une très grande endurance,,,. Il résiste à des conditions climatiques extrêmes et peut trouver lui-même sa nourriture sous la neige en creusant,,. Il tolère des amplitudes thermiques allant de −50 °C à 35 °C, et peut survivre avec des soins bien inférieurs à ceux qui doivent être prodigués aux grandes races de chevaux du monde occidental,.
La fertilité des juments est excellente, et approche des 100 %. La première mise bas des juments survient en général entre 45 et 48 mois. Comme chez toutes les autres races de chevaux, la jument donne un, exceptionnellement deux poulains à la fois. Les naissances de poulains jumeaux semblent cependant extrêmement rares. Le taux de survie des poulains de juments primipares est d'environ 50 % dans l'Arkhangai selon un éleveur interrogé, la principale cause de mortalité étant imputable aux attaques de loups.
De nombreuses sources décrivent ces chevaux comme rudes et sauvages, mais néanmoins dévoués une fois mis au travail,. Le débourrage est assez sommaire, et pratiqué uniquement par les hommes. Les chevaux sont en effet farouches, se laissent difficilement approcher ou attraper et ne recherchent pas le contact humain.

Débourrage du cheval mongol
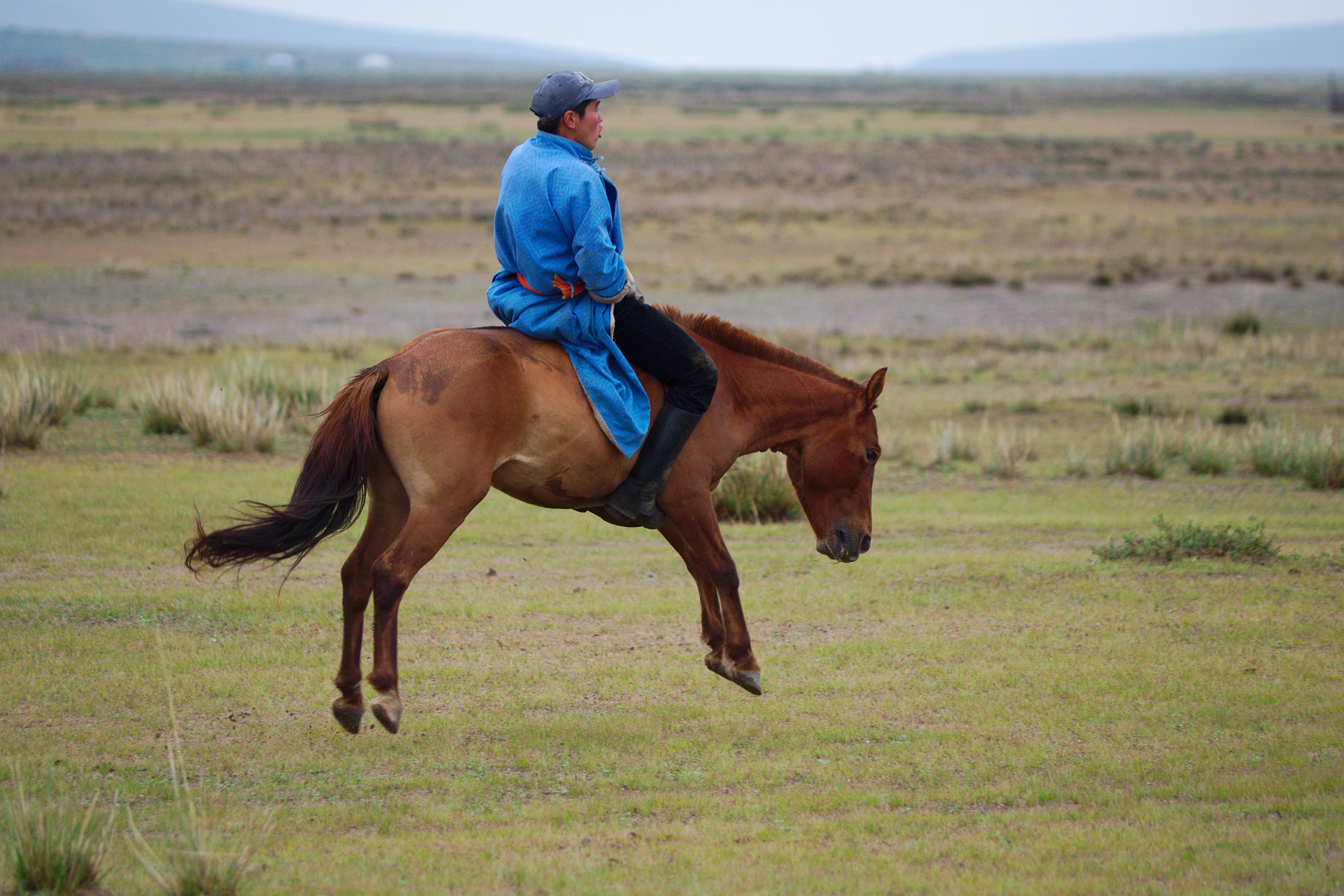
Débourrage à cru, 2015
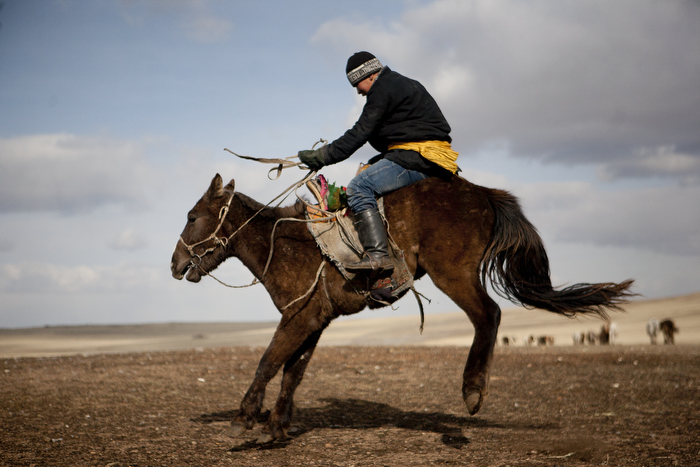
Débourrage avec selle et bride, 2012.
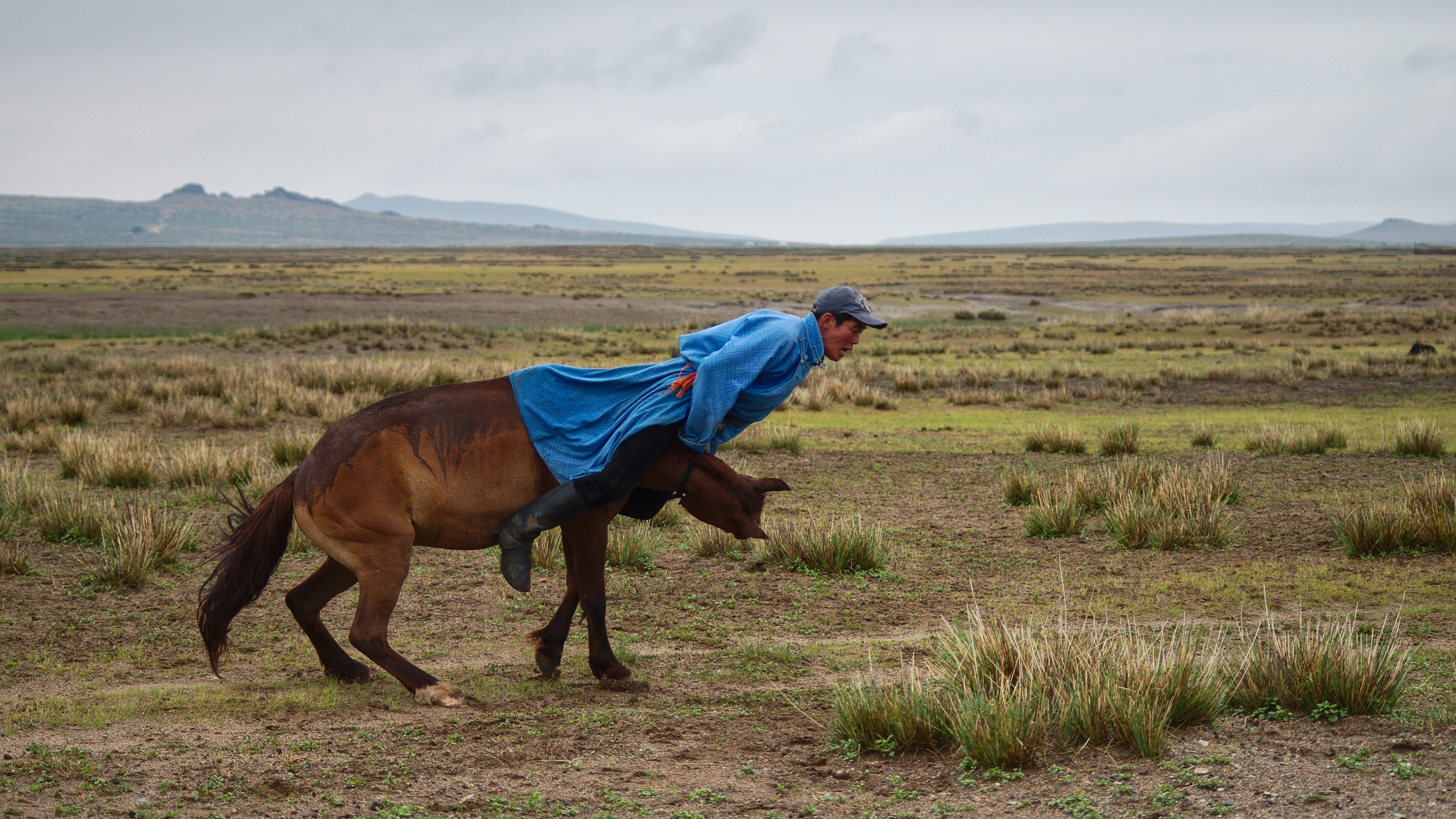
Chute pendant un débourrage.

Une fois éduqués, ces chevaux s'avèrent très dociles et peuvent être montés même par de très jeunes enfants. Il existe une nette séparation spatiale entre les juments, les étalons et les hongres. Les hongres sont montés dans la steppe tandis que les étalons, juments et poulains sont gardés ensemble près des campements. Les poulains sont attachés à une corde en été pendant que leur mère est traite, et peuvent la téter librement pendant la nuit.

### Allures et vitesse
Les allures du cheval mongol sont peu amples.
Les qualités d'allures sont très fortement valorisées par les Mongols : un excellent galopeur ou ambleur peut ainsi être reconnu pour sa grande valeur même si sa couleur de robe est dépréciée. En revanche, la littérature mongole ne mentionne ni le pas, ni le trot, considérés comme des allures peu glorieuses.

Allures du cheval mongol
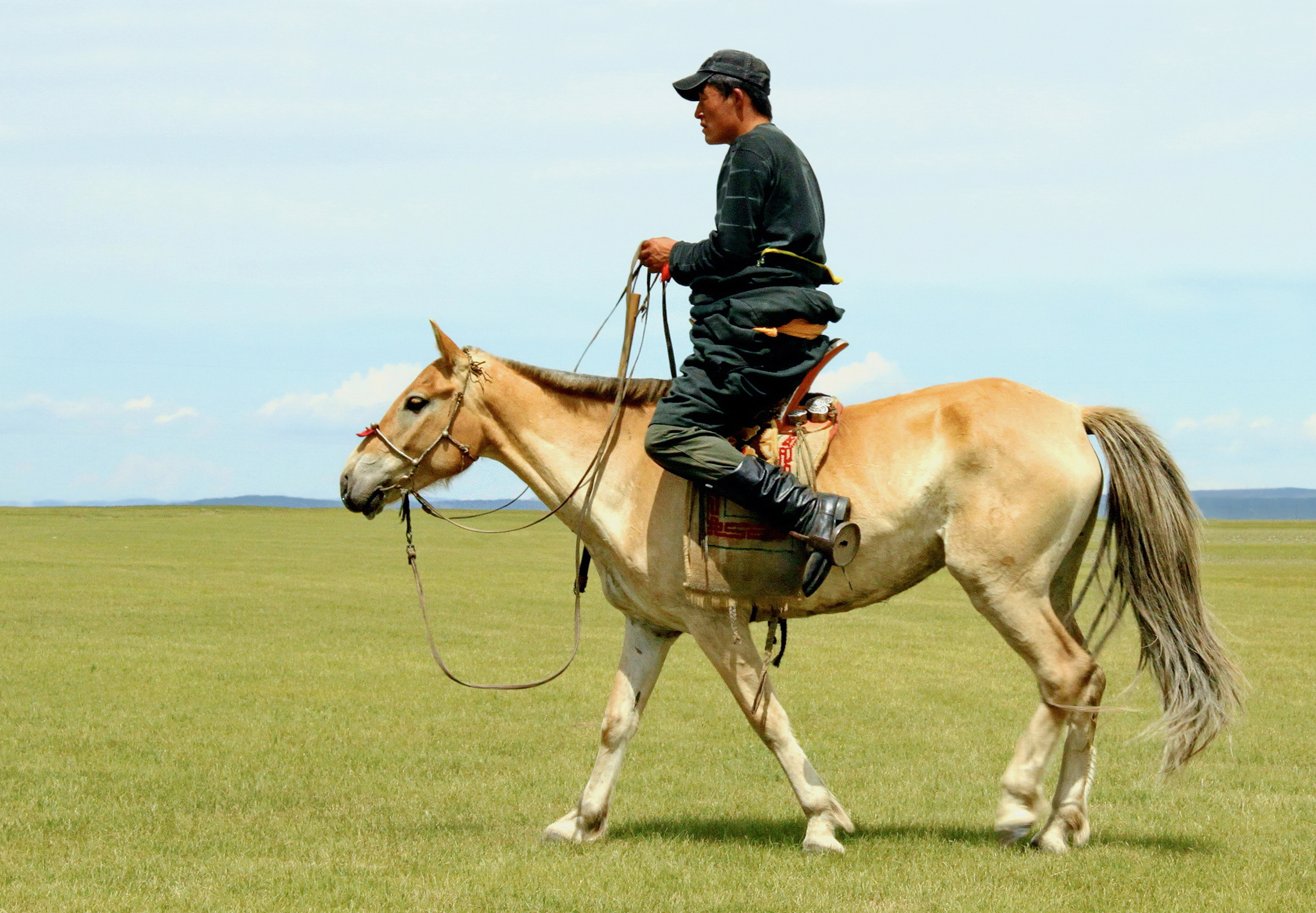
Alezan dun pangaré, monté au pas.
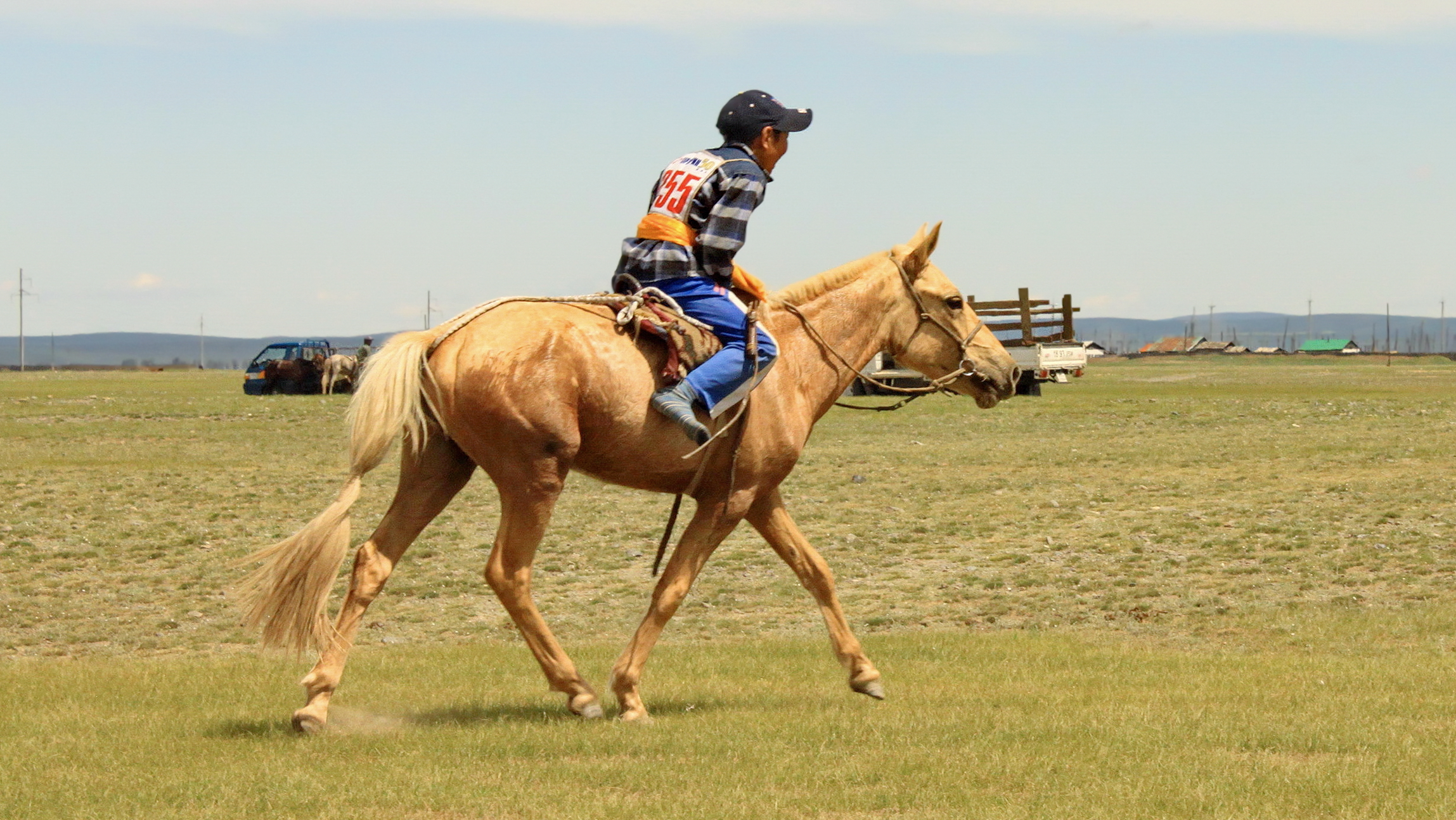
Palomino de type Galshar, monté au trot
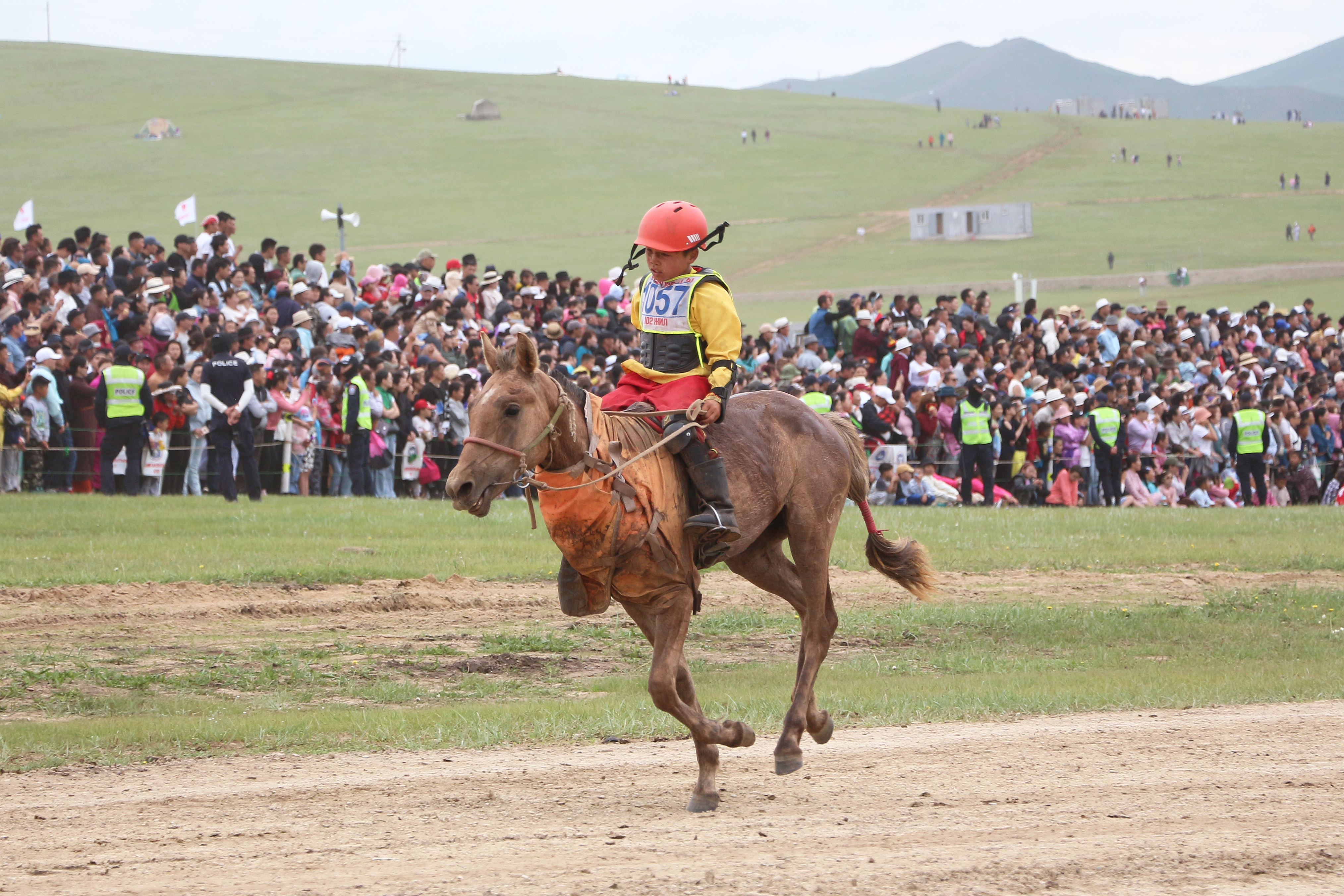
Type Galshar, monté au galop

#### Galop
Le cheval galopeur (xurdan mor) est le sujet principal des manuels de moriny shinzh, en raison de sa très grande valorisation socio-culturelle. Si ces animaux se révèlent très endurants, ils restent souvent de mauvais sprinteurs à cause de leurs jambes courtes, particulièrement par comparaison aux grandes races de chevaux nourries au grain et sélectionnées en Europe et en Afrique,. La vitesse moyenne de sujets de la race a été évaluée à 10 m/s chez les étalons, sur une distance de 15 km ; chez les hongres, elle est de 11 m/s sur 16 km. Le cheval mongol peut galoper sur dix kilomètres d'affilée sans s'arrêter.

#### Amble
Le cheval mongol a fait l'objet d'une étude visant à déterminer la présence de la mutation du gène DMRT3 à l'origine des allures supplémentaire : l'étude de 134 sujets a permis de détecter la présence de cette mutation chez 4,5 % d'entre eux, ainsi que de confirmer l’existence de chevaux avec des allures supplémentaires parmi la race. De fait, la présence de chevaux dotés d'allures supplémentaires (amble) est relativement commune chez cette race,. Il existe des chevaux mongols plutôt portés sur l'allure du trot, et d'autres plutôt ambleurs (žoroo mor’). Les ambleurs sont, historiquement, les montures des femmes.

### Sélection

Marquage au fer effectué sur la cuisse gauche.

L'une des spécificités uniques du cheval mongol est que la race ait conservé de très nombreuses caractéristiques ancestrales. En effet, elle est beaucoup plus ancienne que la majorité des races de chevaux domestiques.
Hund souligne l'existence d'une conscience de sélection de race parmi les éleveurs mongols qu'elle a interrogés, notamment à travers la naissance des poulains. Ainsi, une attention est accordée à la généalogie des chevaux, bien qu'il n'existe aucun enregistrement écrit des pedigree. De nombreux témoignages relatifs à des hippologues expérimentés les disent capables de prédire le sexe du poulain à naître à partir de l'observation de la jument pleine, mais leur efficacité n'a jamais été évaluée.
La sélection du cheval mongol est désormais directement liée à son utilisation. Les éleveurs cherchent ainsi à augmenter le poids des animaux, le rendement de lait, leur fertilité mais également à modifier leur modèle, tout en conservant les qualités principales de la race, et notamment son endurance. La race est gérée en Mongolie par Dawaasuren, Batsuren, sous la houlette du département d'élevage du ministère de l'alimentation et de l'agriculture mongol.
La naissance d'un poulain est vue comme un motif de joie et d'espoir. Ces naissances s'effectuent sans interventions de vétérinaires.
L'activité d'éleveur se transmet de père en fils au sein d'une même famille, les jeunes démarrant généralement leur activité juste après leur mariage. Les animaux sont traditionnellement marqués au fer rouge sur la cuisse gauche, chaque propriétaire ayant sa propre marque.

#### Système d'évaluation

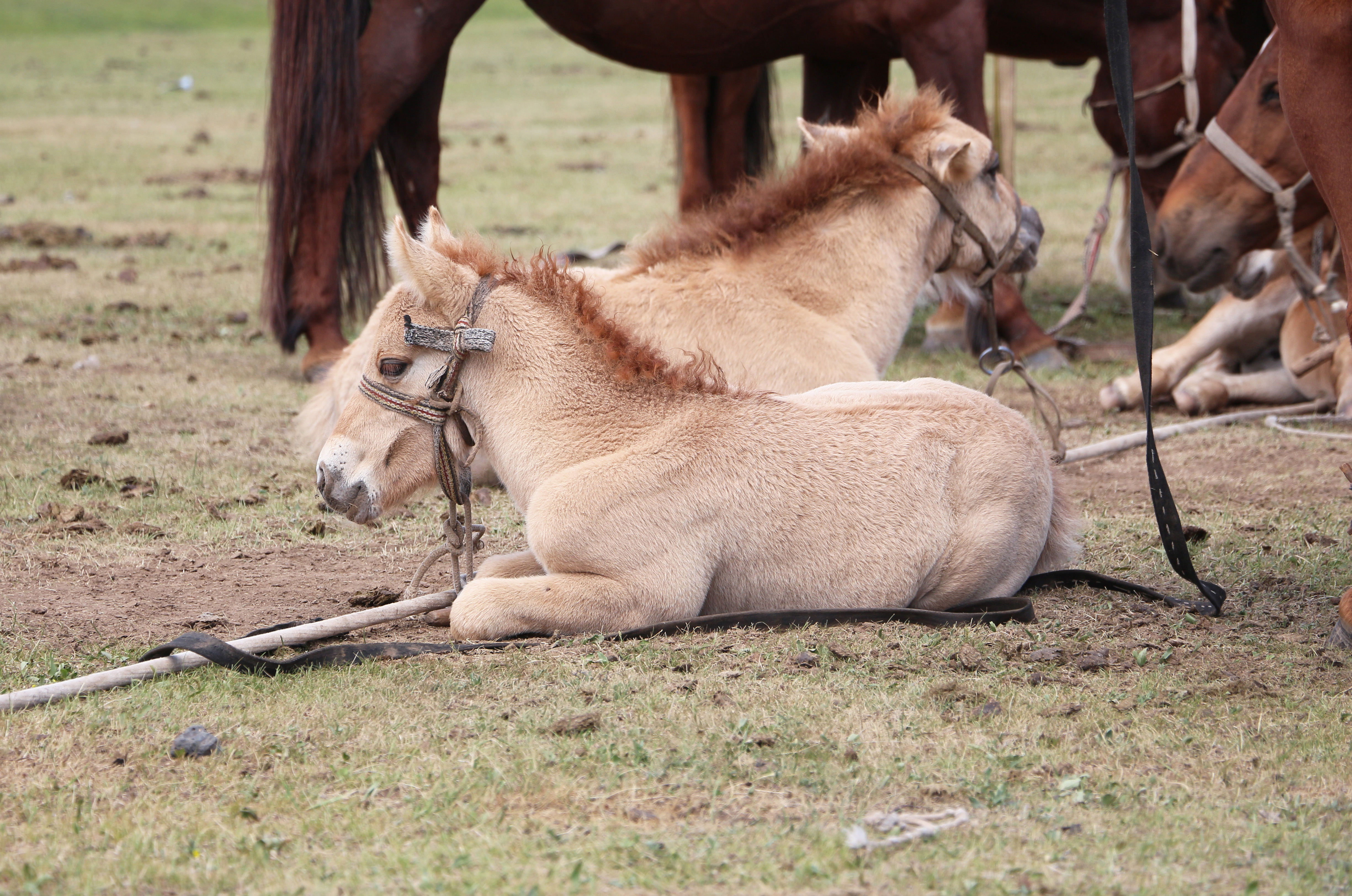
Poulains mongols dans l'Övörkhangai.

Il existe un système d'évaluation des animaux utilisé par les nomades mongols, basé sur une liste de sept adjectifs de dimensions (grand, long, gros, large, fin, court et haut) qui s'appliquent aux parties du corps du cheval. Un autre système d'évaluation, plus rare, repose sur des équivalences de dimensions : la distance entre le sternum et l'articulation iliaque doit par exemple être égale à celle du garrot jusqu'au bourrelet du sabot. Ces critères varient en fonction des régions de la Mongolie, laissant à penser que ces différences pourraient s'expliquer par les différences de types entre chevaux à l'échelle du pays.

#### Choix des étalons

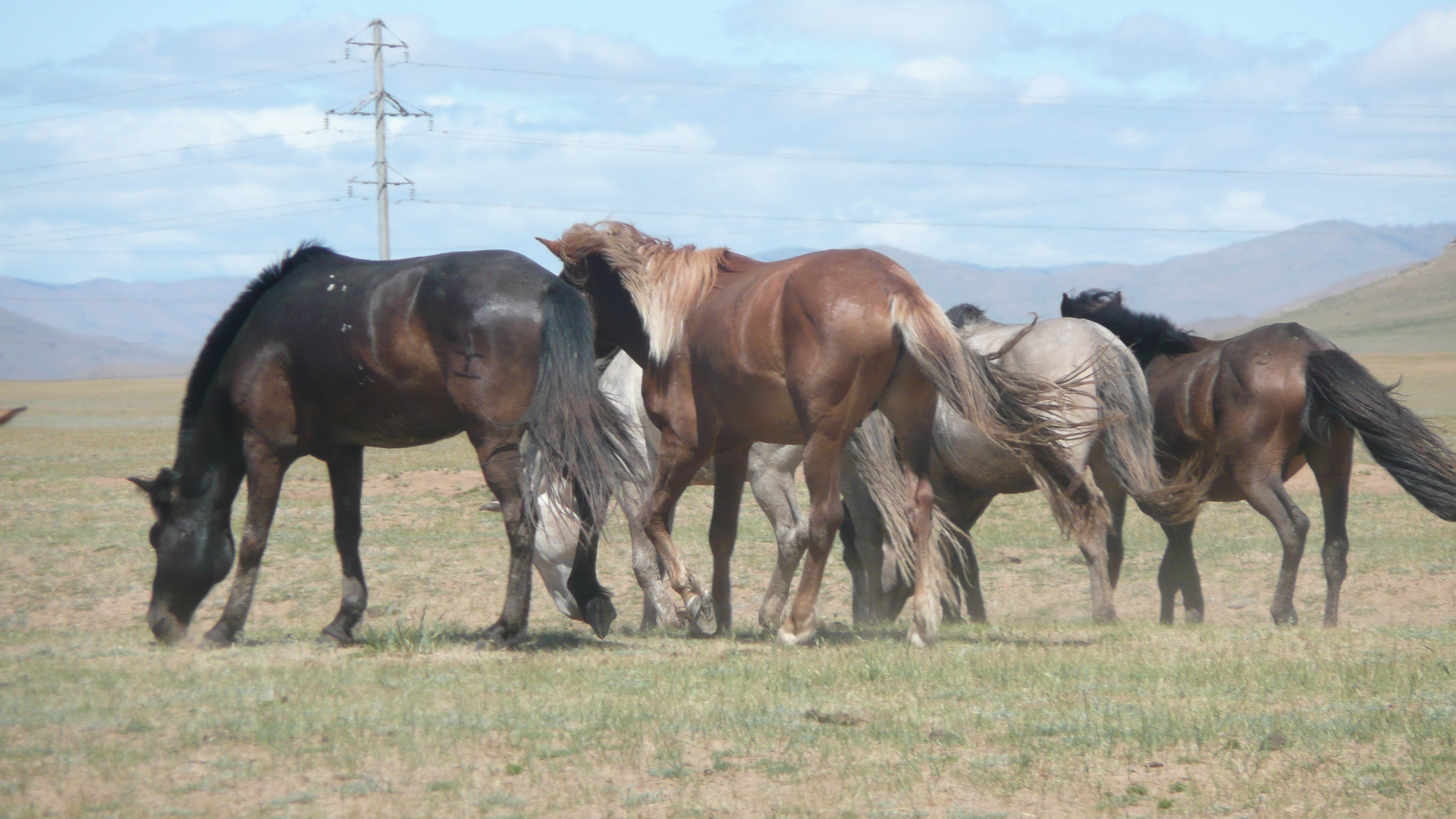
L'étalon (au centre) est le seul dont la crinière n'est pas tondue.

La très grande majorité d'une même génération de chevaux mongols mâles est castrée (hongres) afin de servir d'animaux de travail, seul un petit nombre étant gardés entiers. Lorsqu'un cheval mongol est débourré et testé, s'il fait preuve de qualités exceptionnelles, il peut être envisagé de le garder comme étalon reproducteur. Les autres sont castrés, et leur crinière est alors coupée,, seule une poignée de crins étant laissée longue au niveau du garrot.
Cette castration a lieu à trois ans, généralement au printemps,. Le choix des étalons reproducteurs (chevaux de trois ans qui ne seront pas castrés, nommés azarga en mongol) s'effectue à l'extérieur du cheptel de chaque éleveur, généralement à une certaine distance géographique, afin d'éviter la consanguinité,. Un étalon est choisi en fonction de sa généalogie et de sa musculature, mais pas en fonction de sa couleur de robe ; lorsqu'il a été choisi par un éleveur, celui-ci le conserve pour la reproduction jusqu'à sa mort. L'étalon commence généralement à se reproduire à l'âge de cinq ans, et reste dans son troupeau jusqu'environ ses seize à dix-huit ans. Ce troupeau compte en moyenne 15 à 20 juments, ainsi que de nombreux hongres. Certains éleveurs divisent le troupeau entre un vieil étalon et un nouvel étalon si celui-ci vient d'être acquis avant la mort du précédent. En général, une même famille d'éleveurs a plusieurs étalons.
Chez les nomades mongols, il est interdit de toucher l'étalon, car celui-ci est considéré comme un don du ciel. Il est culturellement très valorisé par comparaison au hongre,. Il est en effet chargé de combattre les loups ou d'autres étalons pour défendre sa harde, aussi le choix d'un étalon repose sur une évaluation de sa capacité à combattre et à transmettre cette qualité à la génération suivante. De nombreux éleveurs valorisent la capacité de l'étalon à prédire les tempêtes, trouver de l'eau et des minéraux, et découvrir les meilleurs terrains de pâturage.
Les étalons ne sont jamais tondus de la crinière. Elle est réputée les aider à protéger leurs troupeaux contre les loups. Ils vivent moins vieux que les juments, l'âge entraînant une perte de force physique, donc une vulnérabilité aux attaques de loups et d'étalons plus jeunes.
Depuis les années 2000, certains éleveurs de chevaux de course font appel à des croisements avec des étalons extérieurs de plus grande taille, et aux jambes plus longues.

#### Choix des juments

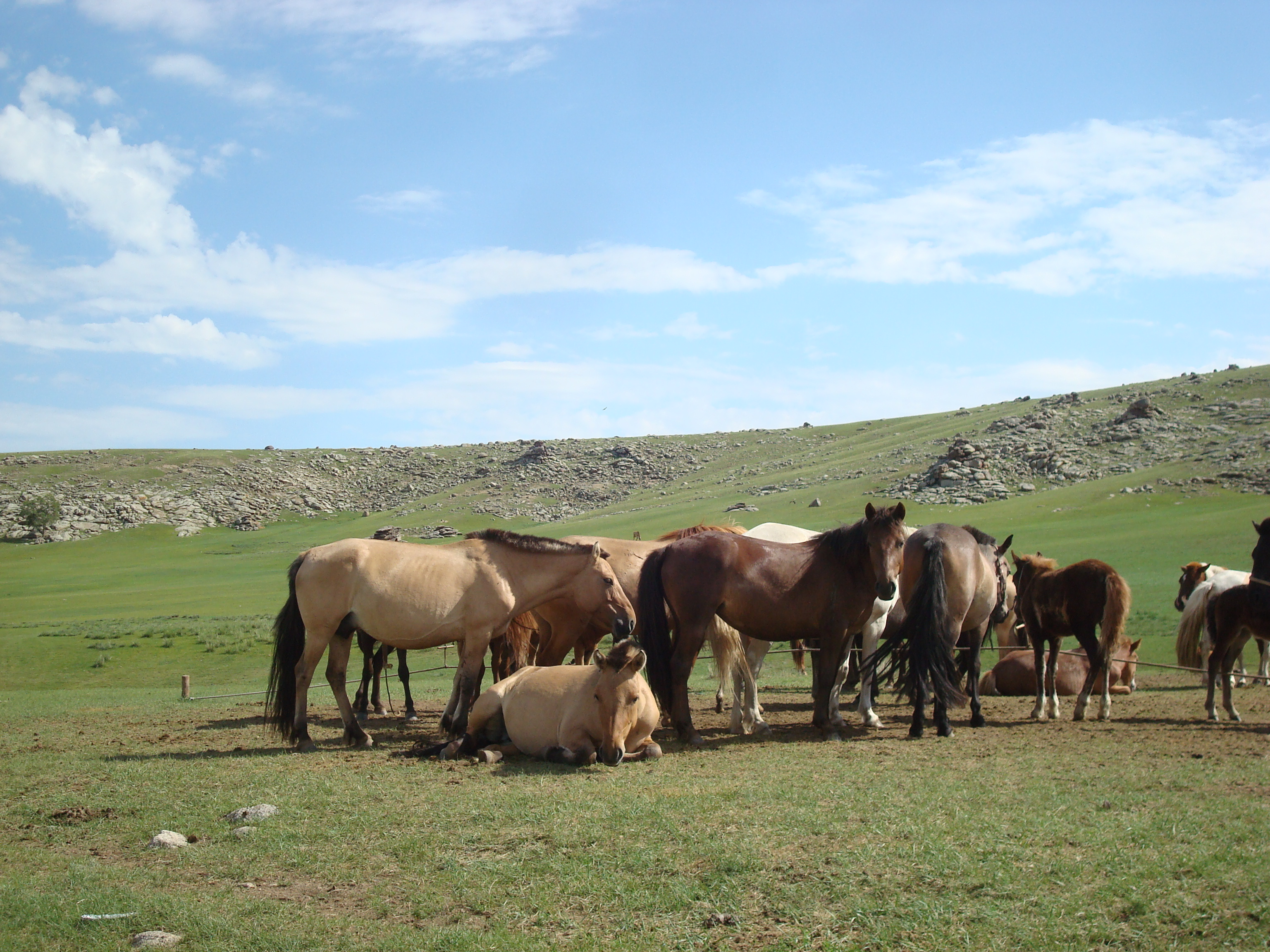
Juments mongoles avec leurs poulains dans l'Orkhon.

Au contraire du système de pensée occidental qui valorise le choix d'un bon étalon sur celui de la jument, les nomades mongols considèrent le choix de la jument poulinière comme aussi important que celui du mâle reproducteur. Interrogé dans le cadre d'une enquête ethnologique, Batulzii, éleveur de l'Arkhangai, décrit une bonne jument poulinière comme devant avoir « Une grande tête, des oreilles comme celles d'une femelle cerf, un grand ventre, un mouvement léger,
un arrière-train plus petit, des sabots et un museau larges, des dents comme celles d'une vache, une crinière et une queue épaisses, un avant-bras fin, une grande bouche, des yeux profonds et une voix fine, aiguë et musicale ».
Le système d'élevage fait que plusieurs générations de juments vivent parmi la même harde.

### Génétique
Parmi toutes les races de chevaux asiatiques, les chevaux mongols possèdent la plus grande variété génétique, suivis par ceux de la république de Touva. La diversité génétique du cheval mongol est exceptionnelle, avec un coefficient de consanguinité à 0.02, soit beaucoup plus bas que d'autres races comme le Quarter Horse (0.04) et surtout le Pur-sang (0.15). Le cheval mongol présente une hétérozygotie moyenne également exceptionnelle, avec 0.75-0.77.
Une analyse génétique menée sur le Mongol chinois en 2019 a permis de découvrir une signature ADN très ancienne par les origines paternelles, qui n'avait pas encore été décrite chez les chevaux domestiques,.

## Utilisations

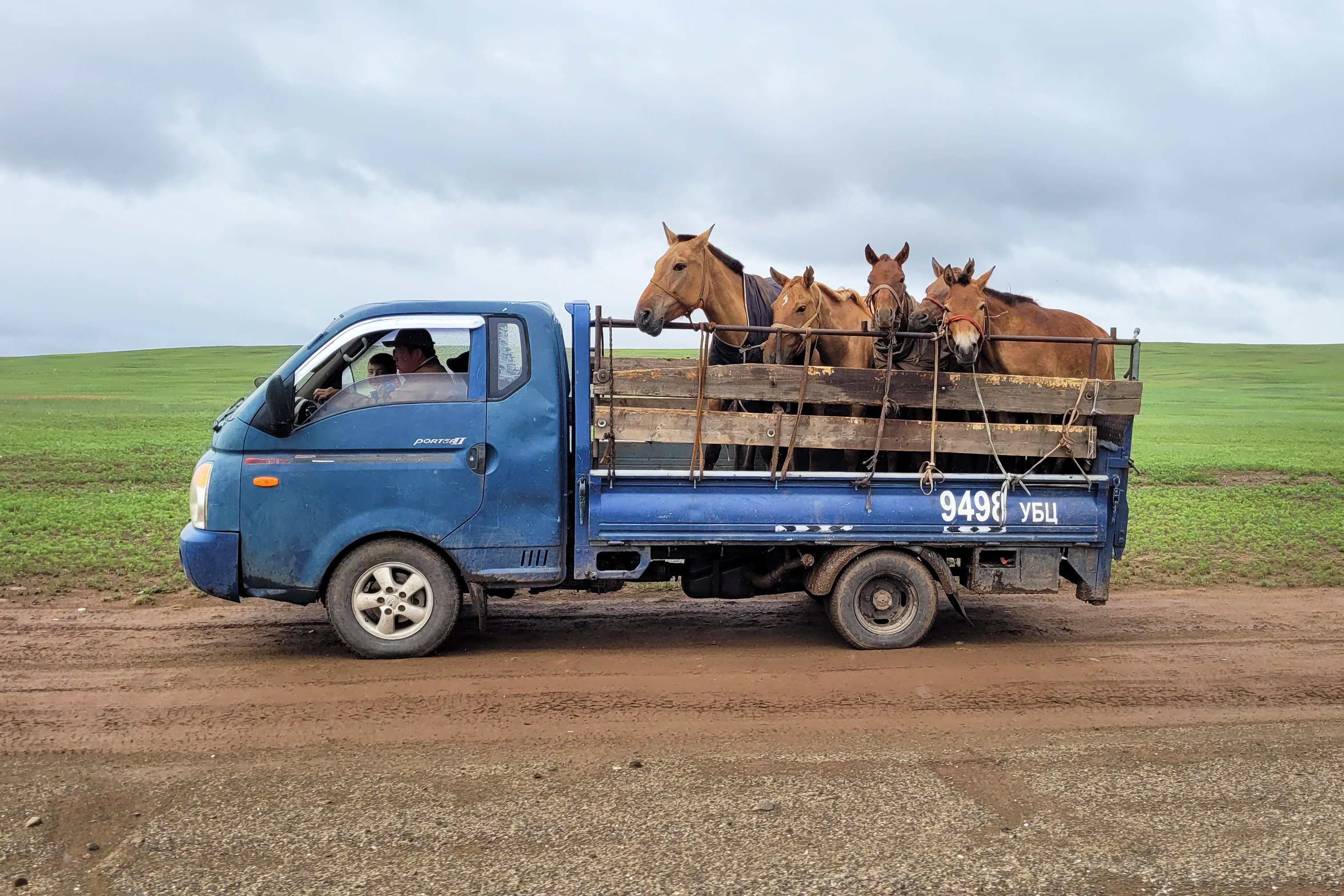
Transport de chevaux mongols dans l'Övörkhangai, en juillet 2023.

Les usages du cheval mongol sont extrêmement variés,,,, bien que l'équitation montée soit une évidence et en constitue une nette majorité,.
L'arrivée d'une économie de marché après le communisme a entraîné une pratique nouvelle, celle d'utiliser le cheval comme monnaie d'échange contre des biens de consommation ou de l'argent. Il existe une nette distinction d'usages entre le cheval et la jument, basés sur les rôles de genre dans la société mongole. En effet, seul le mâle fait l'objet d'un commerce, la femelle étant vouée à la reproduction et à la traite. Les juments sont rarement montées, car un travail trop intensif risque d'entraîner la perte de leur poulain pendant la gestation. Utilisée pour le transport, cette race de chevaux peut marcher entre 50 km et 60 km par jour. Elle est à la fois un compagnon et un outil indispensable à la vie des nomades.

### Gestion de troupeaux et tourisme
Le cheval mongol est couramment employé comme cheval de travail pour la gestion des troupeaux, activité typiquement masculine : les hommes partent le matin à cheval pour emmener leur troupeau paître, et le ramènent près de la yourte le soir. Les hongres seuls participent à ces activités, les juments et étalons ayant un mode de vie beaucoup plus sauvage.

Utilisations montées du cheval mongol
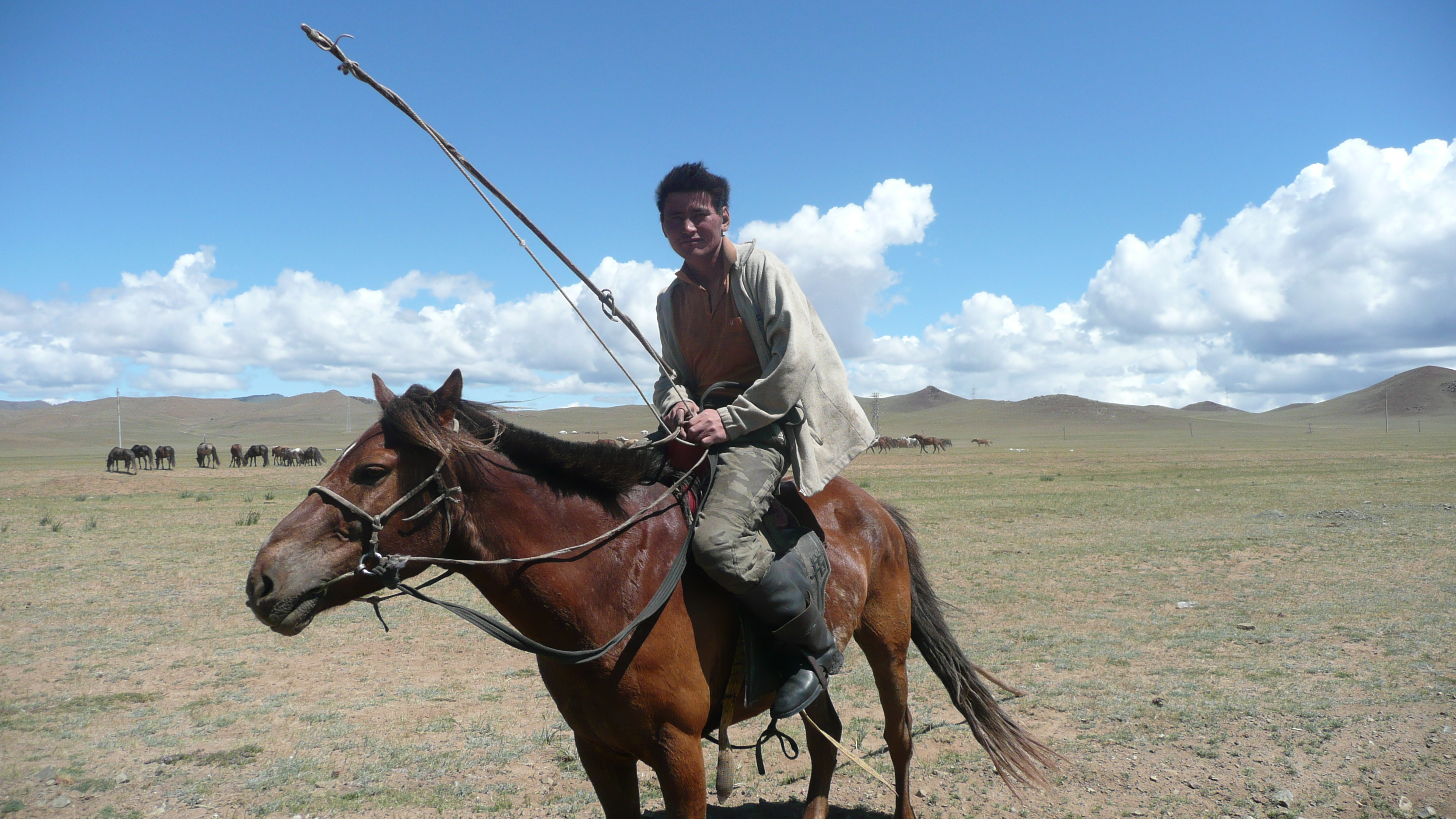
Gestion de troupeau.
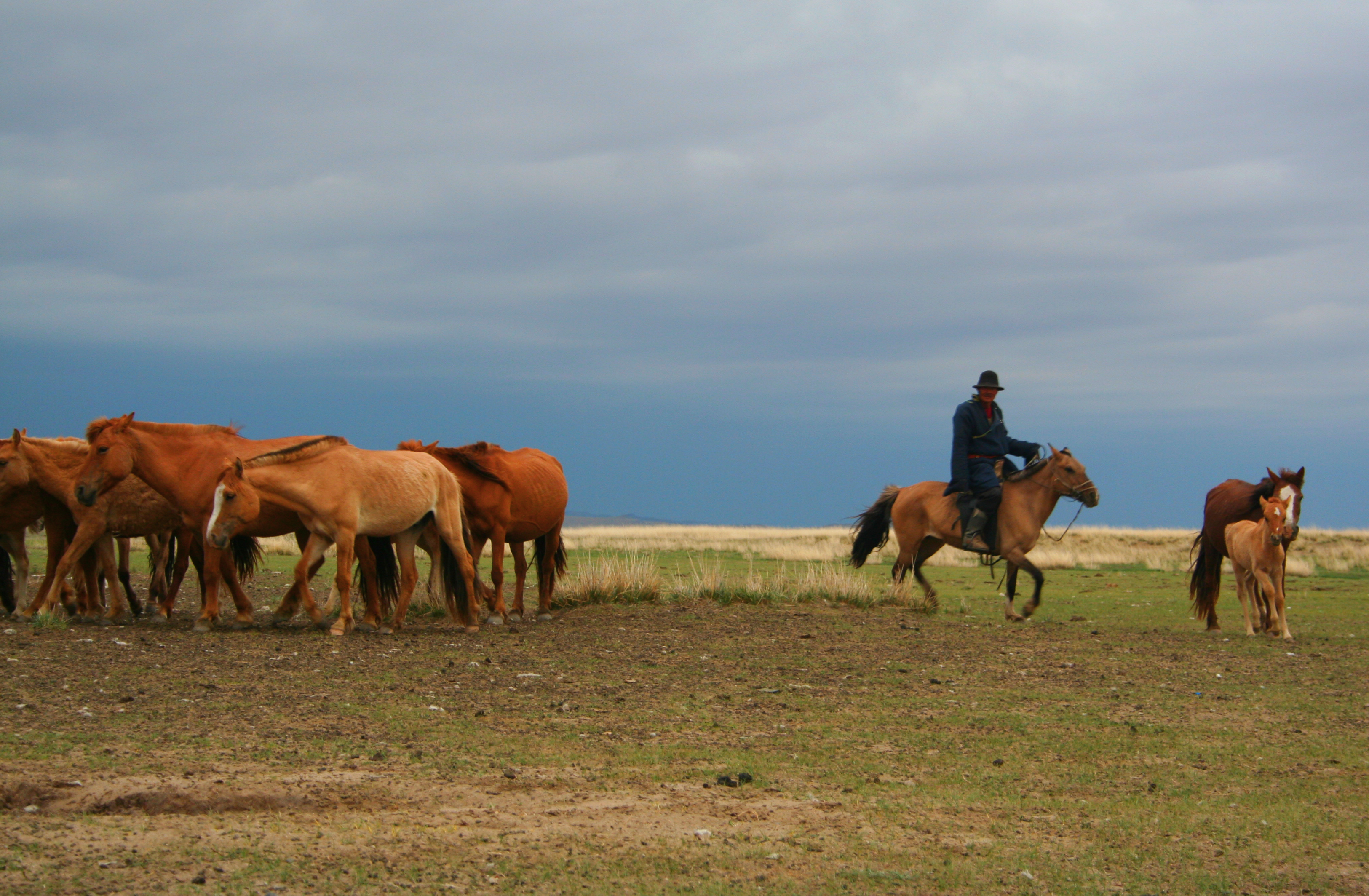
Gestion de troupeau.
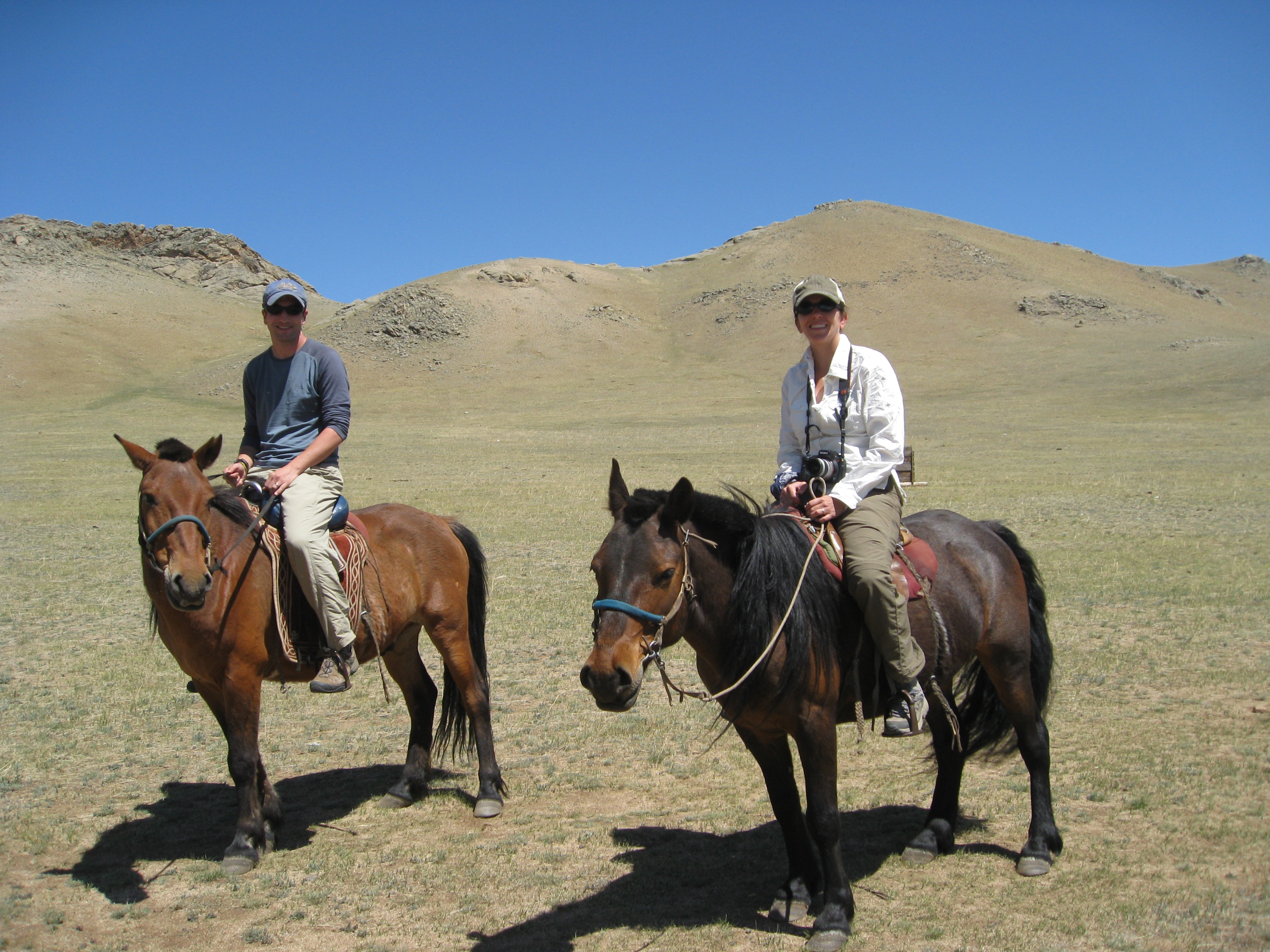
Tourisme équestre monté

Si la gestion des troupeaux de moutons ou de bovins demande une implication humaine conséquente, la gestion des troupeaux de chevaux demande peu d'interventions : il n'est pas rare que ces troupeaux échappent à la surveillance du cavalier durant plusieurs jours d'affilée. Cela demande au cavalier une capacité à penser comme l'étalon de son troupeau, de manière à pouvoir deviner où celui-ci se trouve.
Un même cheval est couramment monté durant trois à quatre jours, avant d'être relâché parmi sa harde. Il peut être re-capturé puis de nouveau monté en moyenne 10 à 15 jours plus tard, en fonction de son état physique et de la saison.

### Courses
Les lignées de chevaux mongols de course sont les plus prisées chez cette race, ces courses représentant une importante tradition populaire en Mongolie,,. Il est d'usage de collecter et de goûter la sueur des chevaux avant et après la course afin de mesurer leur état de préparation,. La carrière d'un cheval mongol de course s'arrête vers ses 12 ans. Les chevaux de pure race sont polyvalents, pouvant être montés en course un jour puis mis au travail de troupeau le lendemain. Seuls des chevaux qui sont au moins à 50 % mongols peuvent concourir, uniquement des étalons ou des hongres,. Cependant, le prix d'achat élevé des chevaux croisés rend ces courses de plus en plus élitistes. Le Naadam de la capitale Oulan-Bator est le seul à comporter une course d'ambleurs.
Chaque année, lors de la fête nationale du Naadam, ces chevaux sont mis à l'honneur. Des enfants de cinq à douze ans (y compris des filles, bien qu'elles soient minoritaires) s'affrontent sur une distance de quinze à trente kilomètres. Des nomades effectuent des voyages équestres de plusieurs jours pour participer à cet événement. Les vainqueurs de chaque Naadam (ainsi que le dernier arrivé) sont célébrés par un poète, et leur identité (couleur de robe et nom du propriétaire) consignée au moins depuis 1946,.

Coursiers et cavaliers du Naadam, 2006-2023
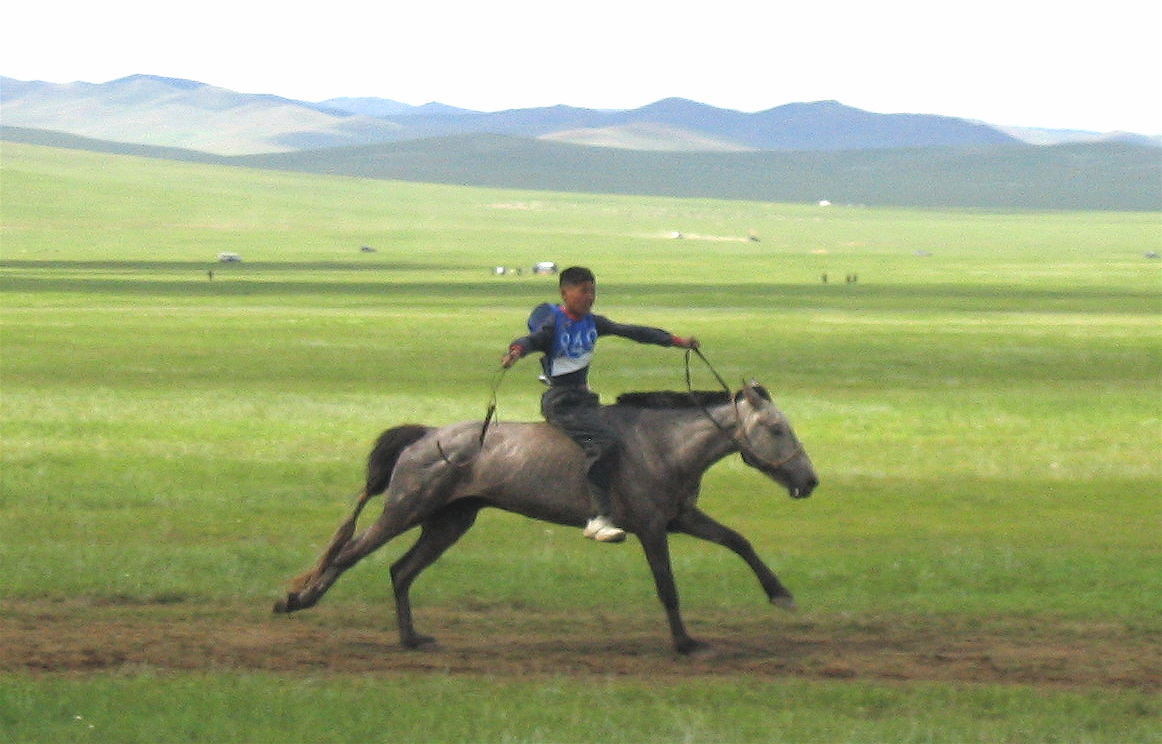
Jeune cavalier à cru lors d'un Naadam en 2006
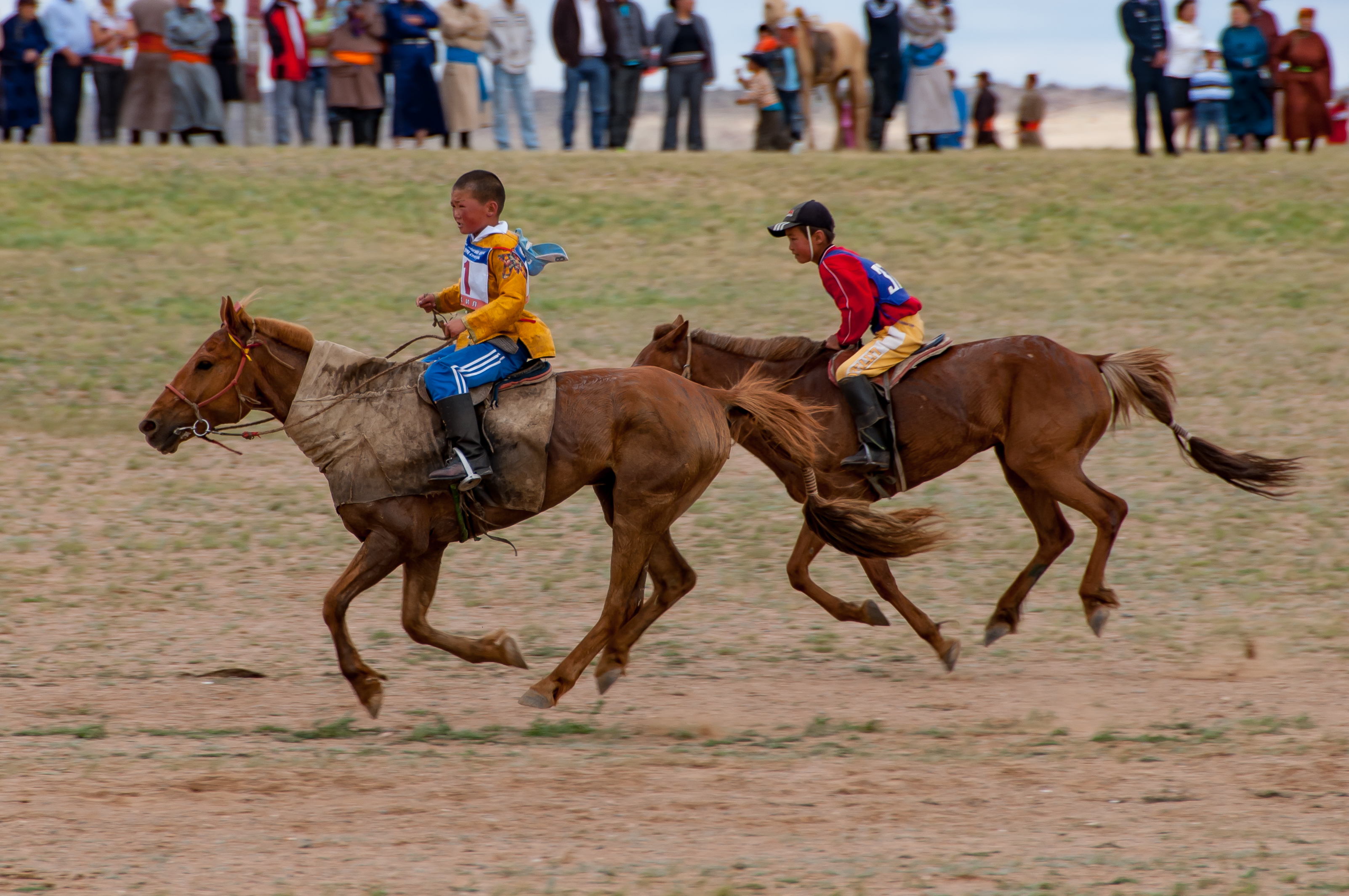
Naadam de Mandalgovĭ en 2010
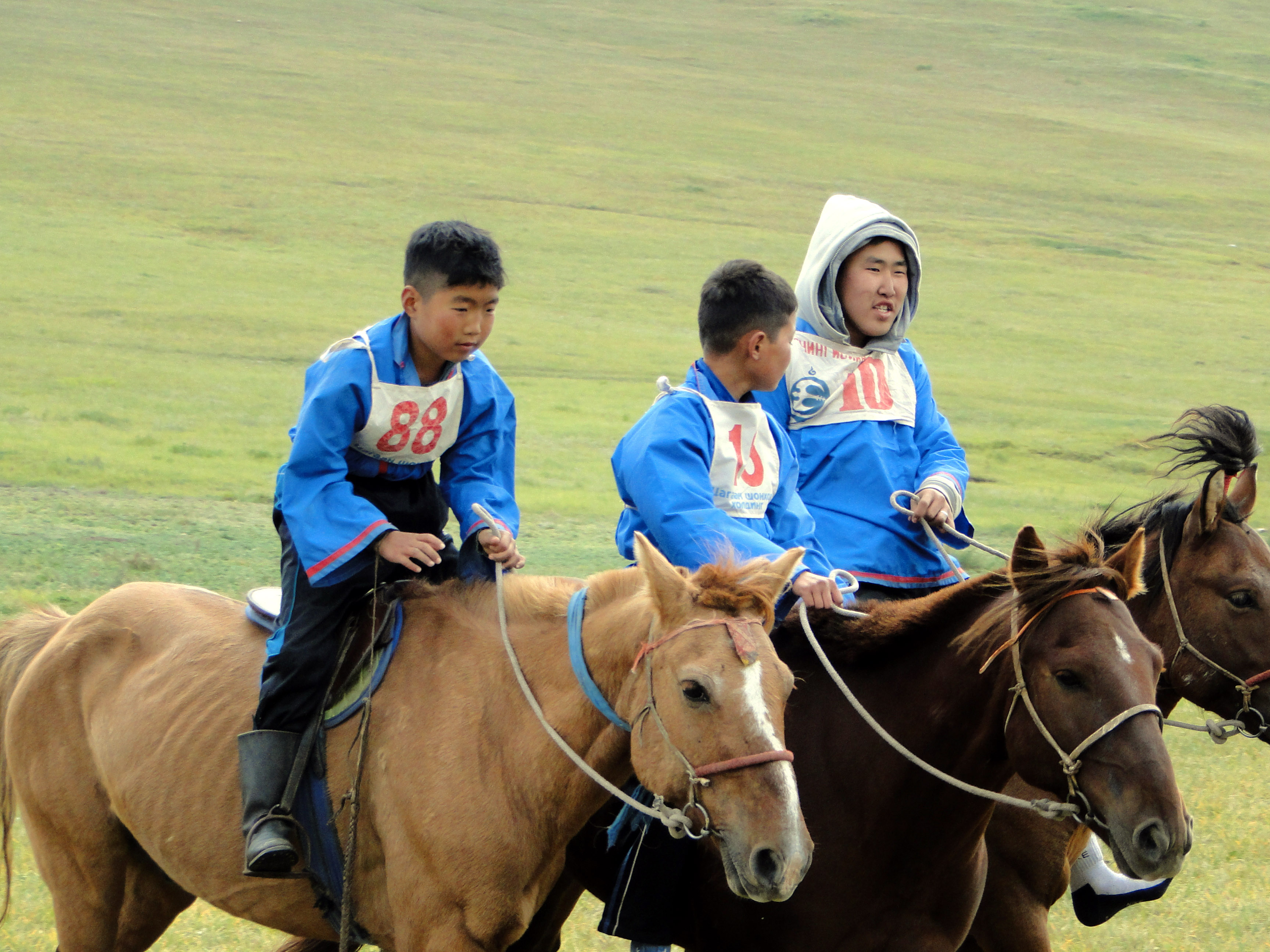
Naadam de 2012 en Mongolie
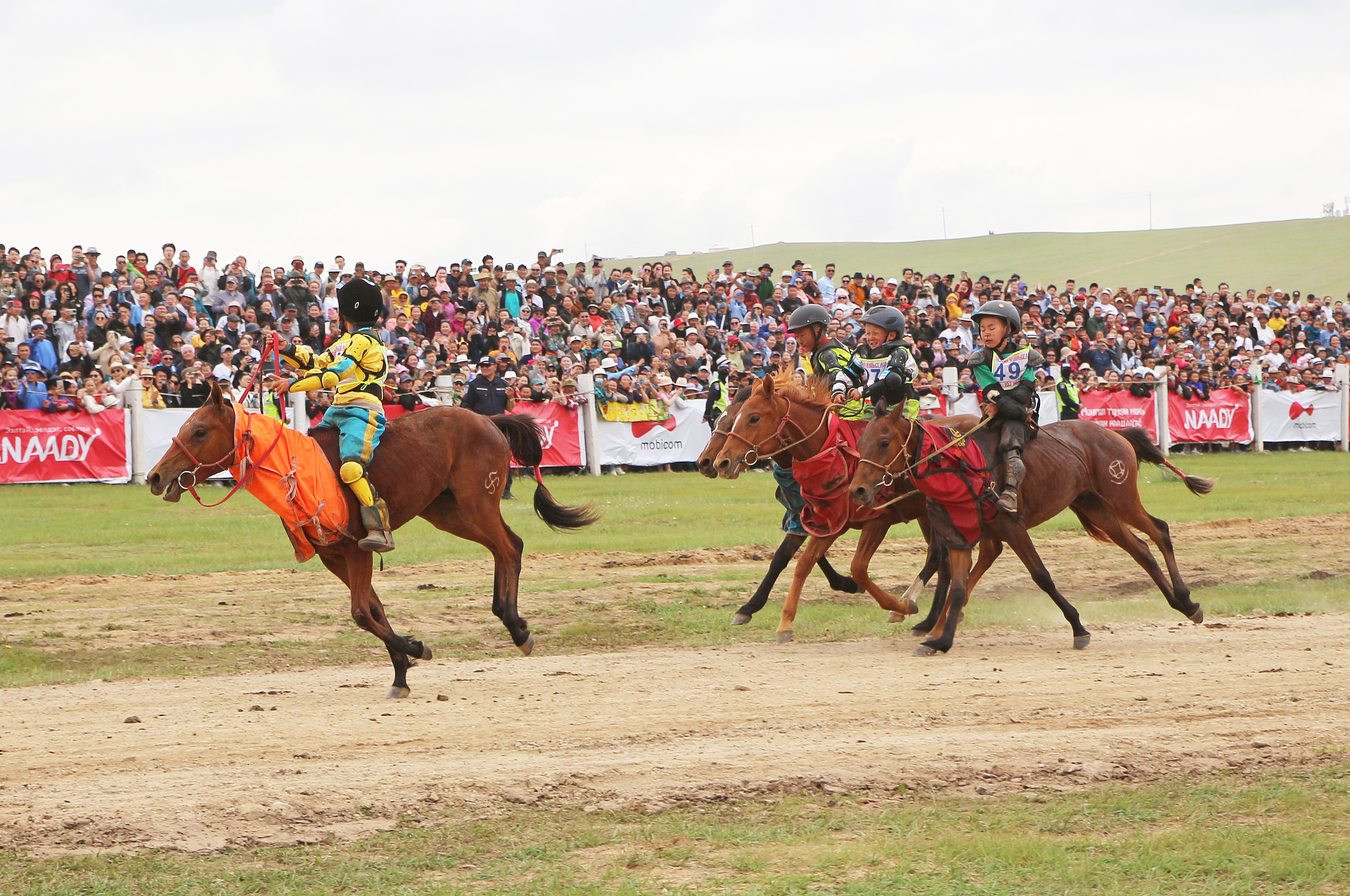
Naadam d'Oulan-Bator en 2023

Le Mongol Derby, course d'endurance courue à travers ce pays, met aussi à l'honneur les chevaux mongols. D'une longueur de 1 000 km, il s'agit de la plus longue course de chevaux au monde, inspirée du système de relais postal mis en place sous Gengis Khan.

### Attelage et bât

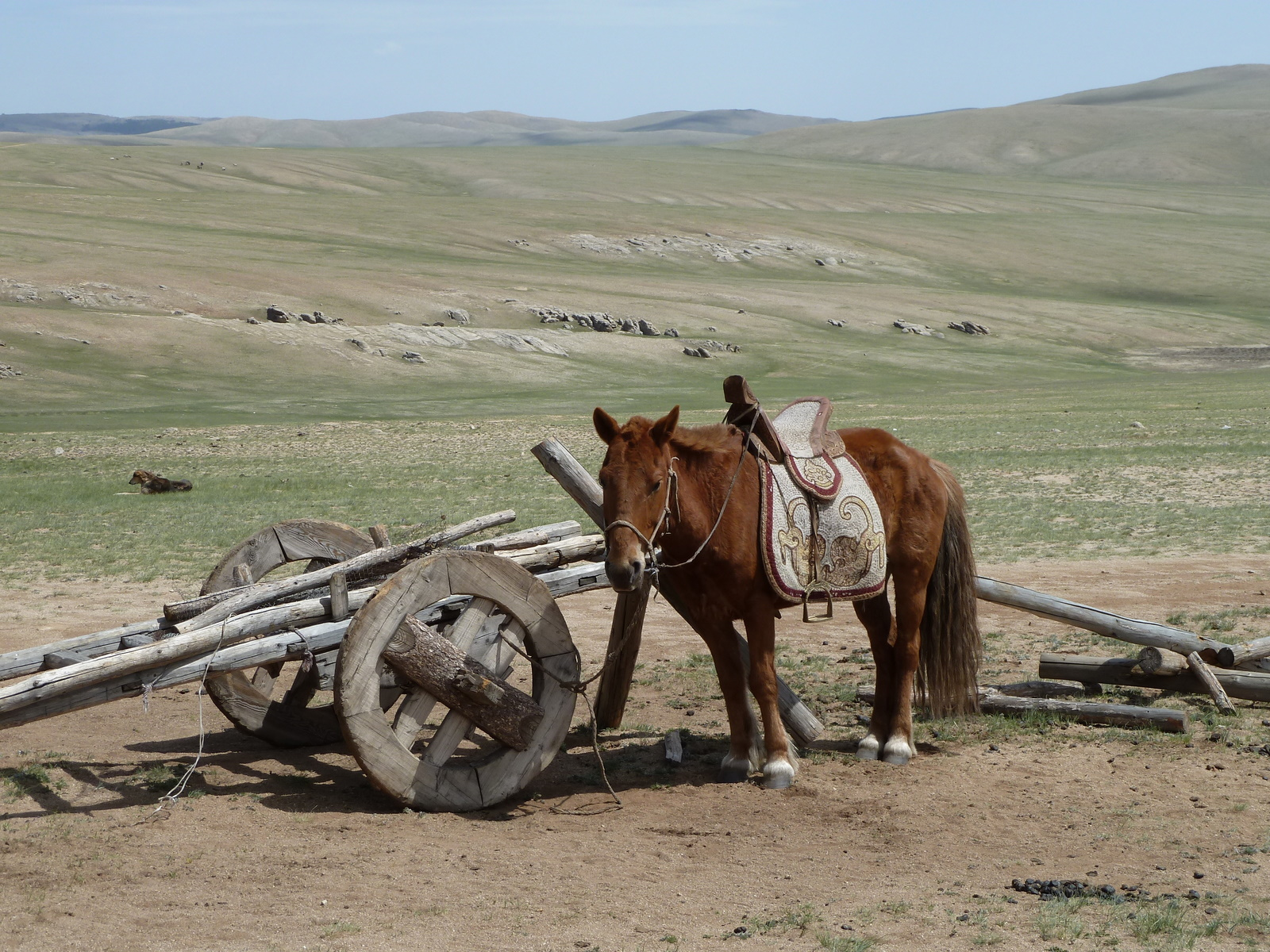
Cheval mongol sellé près d'un attelage à Arkhust.

Plus rarement, le cheval mongol peut être attelé à des véhicules hippomobiles légers,. Il tire le chariot portant la yourte pendant les déplacements saisonniers. Ses usages comme cheval de bât sont beaucoup plus rares. Un cheval mongol est réputé capable de porter un tiers de son propre poids.

### Lait de jument

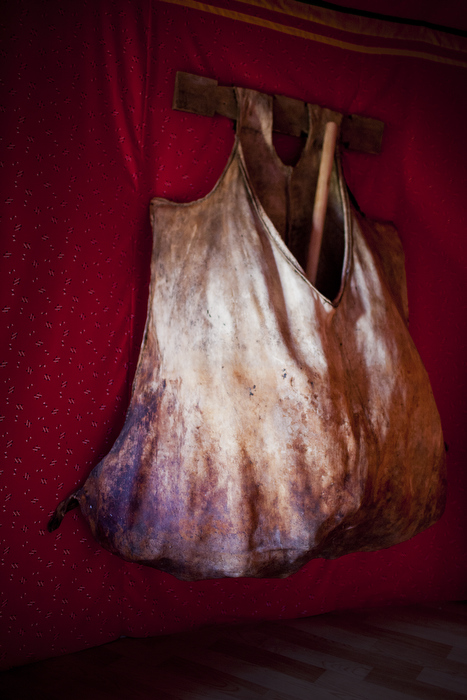
Outre d'aïrag dans une yourte mongole.

Les juments mongoles sont traites pour leur lait, utilisé ensuite pour fabriquer l'aïrag, qui n'est autre que du lait de jument fermenté, également appelé koumis dans d'autres régions du monde,,. L'aïrag est beaucoup consommé par les Mongols, qui lui prêtent des vertus thérapeutiques. Cette capacité à fournir du lait est le principal motif de valorisation des juments mongoles.
La jument est traite dans les trois mois qui suivent sa mise bas (quatre à cinq fois par jour selon Hendricks, six à sept fois selon Gouraud, voire huit fois par jour selon Bianquis-Gasser), toutes les deux ou trois heures, et produit en moyenne 300  à   400 kg de lait par an, pour quatre à cinq litres par jour. Les juments mongoles donnent 300 à 350 ml de lait par lactation, pendant en moyenne 230  à   250 jours. Le taux butyreux moyen est de 2,2 %.
Parmi les nomades, la traite se pratique en couple : l'homme maintient le poulain près de sa mère et l'incite à commencer à téter pour amorcer une montée de lait, puis le sépare de sa mère, et la femme trait la jument,. L'activité masculine de gestion du poulain est justifiée par la force physique nécessaire pour contrôler son comportement. Le lait récolté est versé dans une outre de peau, puis baratté par les hommes pendant environ deux heures chaque soir. Lorsque la nuit tombe, le poulain peut de nouveau librement téter sa mère, jusqu'au lever du jour suivant.
Seule la jument mongole du désert n'est pas traite pour son lait, en raison des contraintes environnementales.

### Viande

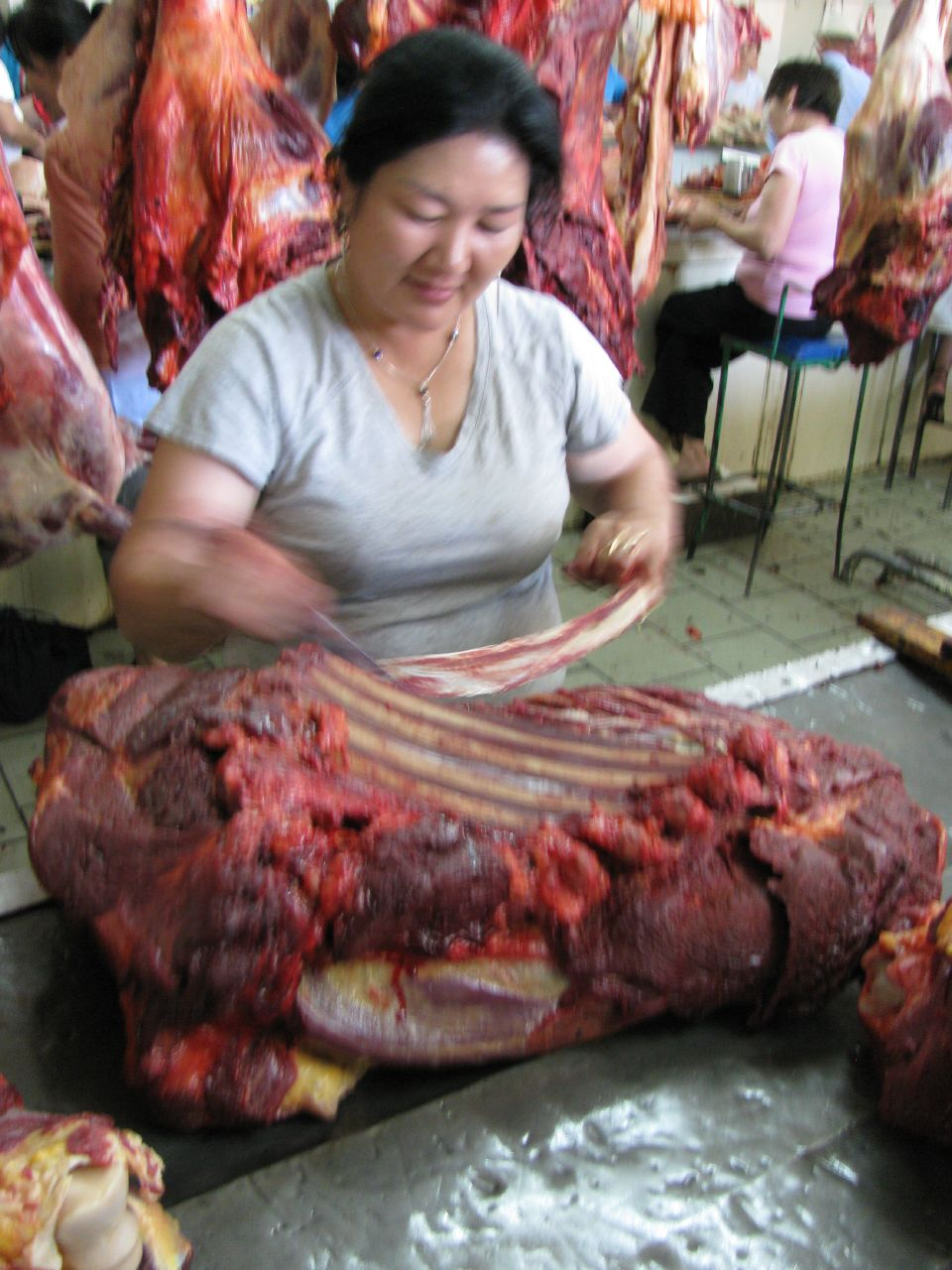
Découpe d'une carcasse de cheval en Mongolie.

Les chevaux mongols sont aussi abattus pour leur viande,, ce motif d'élevage ayant pris de plus en plus d'importance avec la modernisation des modes de vie. Le cheval reste donc une source alimentaire dans la Mongolie moderne, désormais via un élevage spécifique à cette fin. Ce type d'élevage compromet le bien-être du cheval, car il implique le surpâturage, l'obésité et de fréquentes maltraitances, qui concerneraient en 2024 environ la moitié des chevaux du pays. Le rendement moyen de la carcasse à l'abattage est de 165 kg. Oulan-Bator compterait en 2024 plus de 80 abattoirs spécialisés dans les chevaux.
Historiquement, selon le témoignage de Marco Polo (peut-être avec une exagération), les guerriers mongols souffrant de la faim et de la soif pouvaient tuer puis consommer leurs chevaux, ou bien couper un vaisseau sanguin de leur monture et boire son sang pour s'alimenter en cas de besoin,,. Le cheval mongol pouvait aussi être occasionnellement considéré comme du gibier par des populations locales. La consommation régulière de sa viande est certainement un phénomène récent, l'ethnologue Isabelle Bianquis-Gasser déclarant n'avoir trouvé aucune mention d'hippophagie dans les sources écrites historiques. Jean-Louis Gouraud témoigne qu'en 1986, le directeur du département de zootechnie du ministère mongol de l'agriculture déclarait que manger de la viande de cheval est bon pour la santé. Chez les Mongols nomades de la région de Bulgan, c'est généralement une vieille jument de plus de quinze ans ou bien un hongre qui est abattu pour les provisions hivernales. L'abattage traditionnel chez les nomades s'effectue par arrachage ou pression sur l'aorte accompagnée d'une incision du ventre, de manière à vider l'animal de son sang le plus rapidement possible.
Toutes les parties de son corps son considérées comme comestibles. La viande est rarement séchée, et plutôt consommée bouillie. Exceptionnellement, elle peut être congelée. Le sang est transformé en boudins.

### Crins et crottin

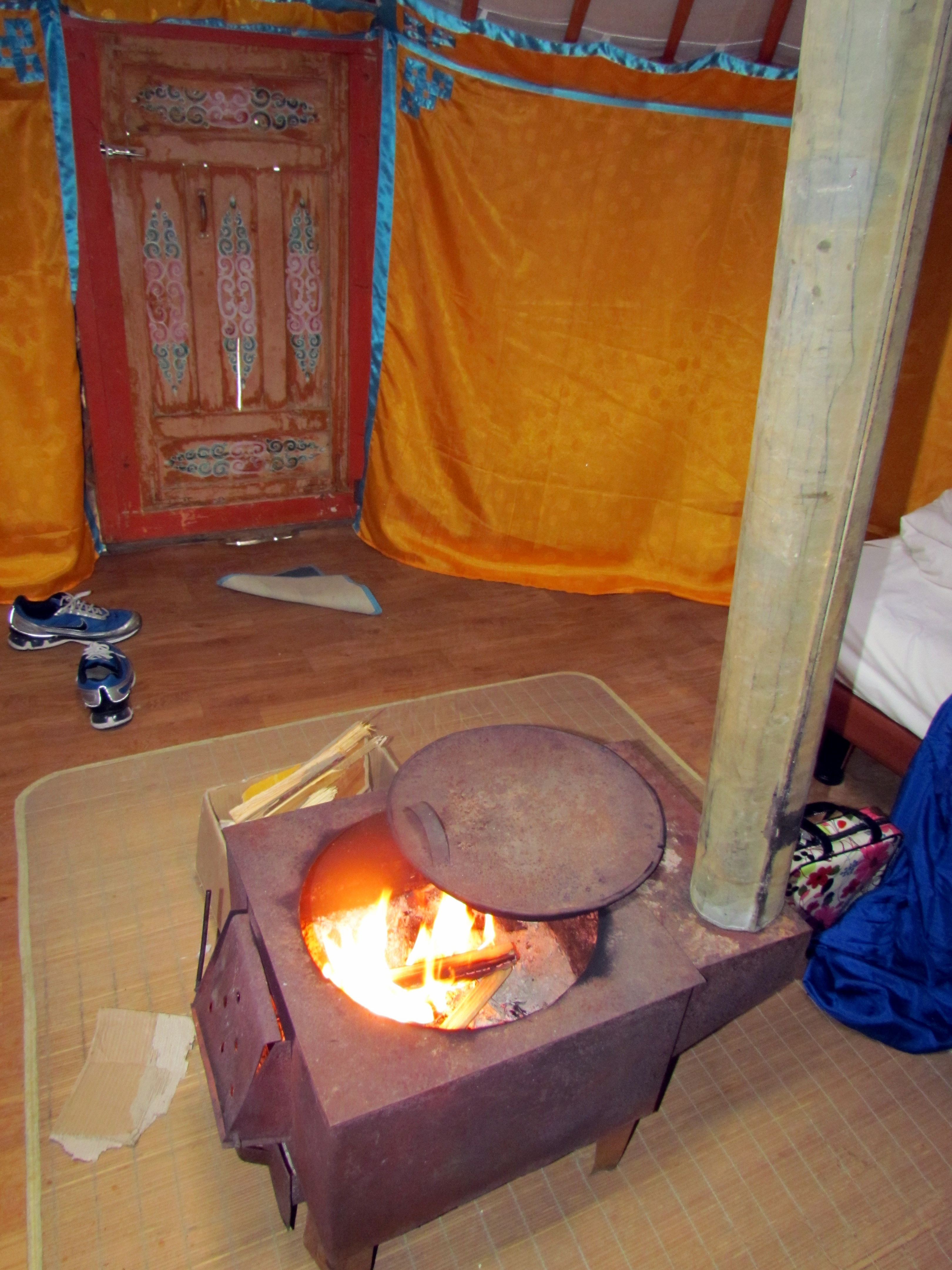
Foyer central et lit d'une yourte mongole dans la province de Dornogovi.

La coupe de la crinière effectuée quatre fois par an chez les nomades permet de récupérer du crin, en plus grande quantité au printemps. Ce crin permet de fabriquer ensuite des cordes et divers liens, par exemple pour attacher les poulains à des poteaux. Le crin de cheval peut aussi servir de garniture aux matelas des yourtes.
Le crottin de cheval, lui aussi récupéré en grande quantité, est mis à sécher pour servir de combustible dans le foyer au centre de la yourte.
Si un cheval est abattu, toutes les parties de son corps sont récupérées et transformées, pas seulement sa viande. La peau est transformée en courroies et en chausses, les os en colle, en savon ou en engrais.

### Croisements
Quand les contraintes environnementales s'y prêtent, la race moderne peut être localement croisée avec le cheval du Don, le Boudienny et le Pur-sang, afin d’accroître sa taille. C'est notamment le cas dans un centre équestre d'Oulan-Bator en 2007. Le recours aux races de chevaux russes est privilégié en croisement, car leur biotope est relativement proche de celui de la Mongolie. L'organisatrice de randonnée Sabine Grataloup témoigne en 2012 que depuis quelques années, des chevaux mongols sont croisés avec des chevaux arabes pour leur donner un peu plus de hauteur tout en conservant leurs qualités d'endurance. Ces chevaux se sont avérés plus rapides que les chevaux mongols purs, au point qu'ils sont placés dans une catégorie spécifique pendant les courses de Naadam. Cependant, une différence de taille entre le mâle et la femelle peut donner des problèmes au poulinage.
Les techniques d'élevage du monde occidental influencent désormais l'élevage traditionnel mongol en favorisant ce recours aux croisements. Ces chevaux croisés sont moins rustiques, plus chers à l'achat, et demandent des soins dispendieux, mais ils sont plus performants en course de vitesse sur courte distance (sprint) que le cheval mongol traditionnel. Le tempérament diffère également, les chevaux de croisement étant plus proches de l'humain et moins polyvalents à l'usage. Il est possible qu'une nouvelle race de chevaux de course mongols émerge dans le futur, des éleveurs tentant de sélectionner un cheval de course avec seulement 25 % d'origines mongoles.

## Diffusion de l'élevage
Cette race est présente en Mongolie, mais aussi en Chine. Le cheval mongol n'est pas menacé d'extinction, puisque la race est diffusée à l'échelle régionale en Asie. Ces chevaux partagent la vie de nomades au sein de l'immense steppe. Ils sont le plus souvent élevés en système de taboun, de manière extensive en semi-liberté.

### En Mongolie
La Mongolie compte environ 2,2 millions de chevaux en 2007 selon CABI, la base de données DAD-IS donnant un chiffre de 3,8 millions en 2018. Leurs propriétaires gèrent des hardes qui en comptent de 25 jusqu'à plus de 200. Dans de rares cas, il existe des propriétaires de plus d'un millier de chevaux. Chaque famille mongole qui vit hors des grandes villes en possède au moins quelques-uns.

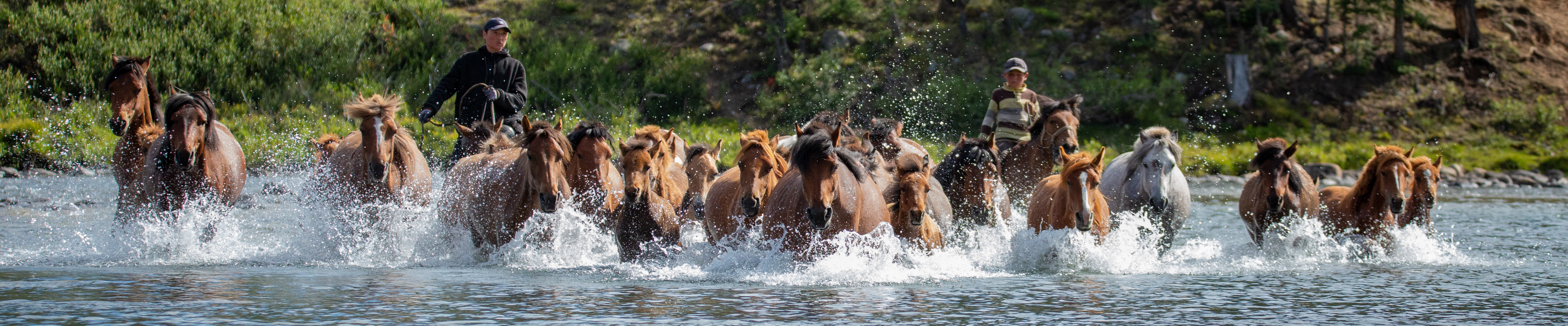
Deux frères mongols nomades font traverser une rivière à leurs chevaux.

Ces chevaux vivent en extérieur toute l'année, bien qu'ils puissent être placés dans un enclos durant l'automne et l'hiver. Un système nomade est prédominant en zone pastorale, tandis que le système transhumant prédomine dans les régions rurales. Les chevaux mongols modernes sont donc élevés d'une manière restée très similaire à celle de leurs lointains ancêtres. Chaque harde comporte un seul étalon et se substante de manière auto-gérée, sans soutien humain pour trouver la nourriture ou l'eau.
Ces chevaux sont souvent l'objet de vols, malgré leur marquage au fer visant à les limiter.

### En Chine
Les chevaux mongols de Chine ont subi une sévère chute d'affectifs, passant de 1 700 000 têtes en 1982 à une fourchette comprise entre 50 000 et 86 700 en 2005, selon la FAO. La race se trouve surtout en Mongolie-Intérieure, mais aussi dans diverses régions du Nord de la Chine telles que la partie ouest du Heilongjiang, le Gansu, le Xinjiang et le Qinghai.

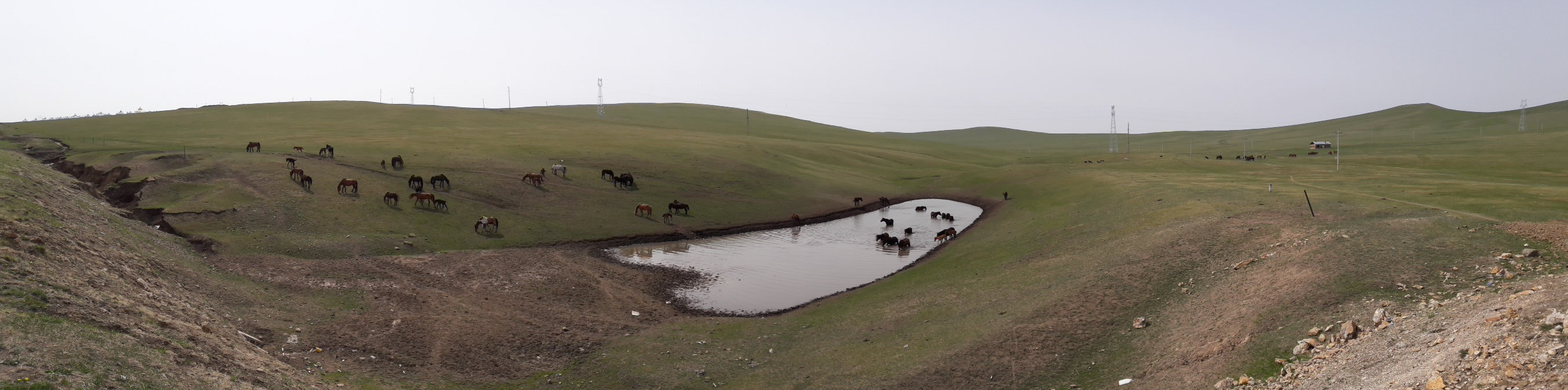
Chevaux mongols de Chine élevés en taboun à Hulunbuir.

## Dans la culture

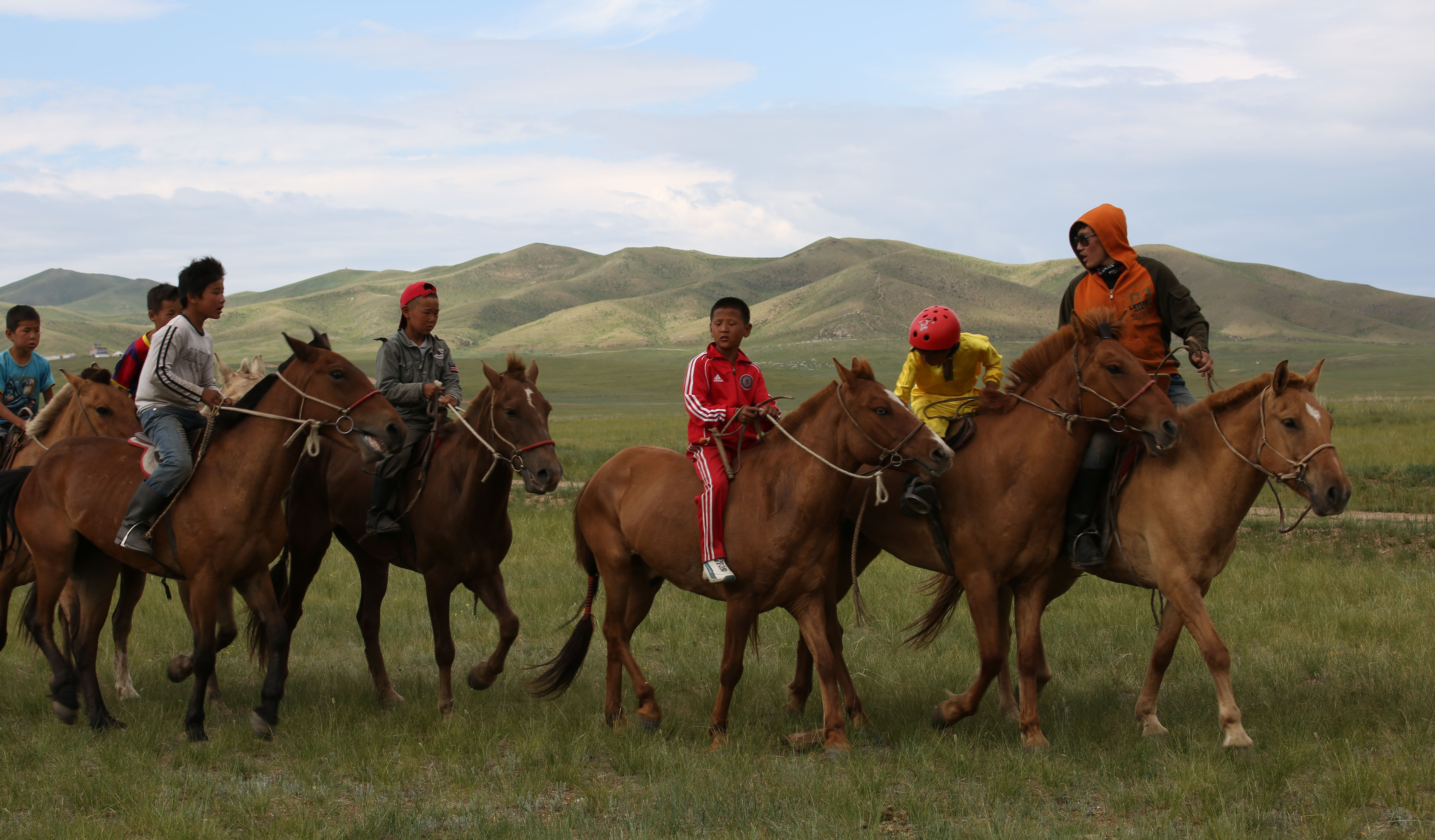
Groupe de cavaliers mongols lors d'une course de 22 km près d'Oulan-Bator en 2014.

Toute la société mongole s'est historiquement structurée autour de la vie nomade et des tactiques militaires montées, ce qui fait du cheval mongol le cœur de cette société humaine, à l'origine de nombreux cultes, rituels, et écrits poétiques,,,. Il se retrouve jusque dans les rites de passage, le jeu traditionnel d'osselets (le shagai) et le chamanisme mongol. Les familles nomades peuvent garder un cheval sacré, le khii mori (cheval de vent), béni après une cérémonie, qui ne doit jamais être abattu et ne peut être monté qu'à des occasions rares et spécifiques.

« Au Mongol, il faut associer le cheval de Mongolie. Ils se ressemblent d'ailleurs, fils de la même steppe, modelés par la même terre, le même climat, rompus aux mêmes exercices […]. »

— René Grousset, L'Empire des steppes
Cette culture s'est partiellement diffusée vers l'Europe, les legs étant visibles à travers l'influence génétique du cheval mongol sur d'autres races, et les techniques d'équitation.
La culture du cheval en Mongolie, notamment les connaissances de son élevage, repose sur une tradition orale, les écrits relevant majoritairement de la littérature savante,. Le chant des louanges au cheval est une spécialité de quelques poètes, souvent accompagnés au morin khuur. Ces poèmes célèbrent la morphologie des chevaux, en comparant par exemple leur dos à celui du lièvre et leurs yeux à des pièces de monnaie. Celui-ci provient d'un manuel scolaire, daté de 1967 :
« Tuulaj sajxan zoog toxolzuulsan
Turag sajxan bijeijg gulalzuulsan
Shashir sajxan delijg sagsalzuulsan
Shanam sajxan süülijg gjalalzuulsan. »
— Mongolyn uran zoxiol unshix bichig, 1967. Traduction de Françoise Aubin et Marie-Dominique Even
        
« Il agite son beau rein arrondi de lièvre
Il fait glisser son beau corps massif
Il dresse sa belle crinière taillée court
Il fait bruire sa belle queue en pompon. »
Le cheval local est très présent dans cette littérature mongole, tant la littérature zootechnique qui décrit cet animal (moriny shinzh) que dans des épopées, qui en font un double du héros. L'un des romans mongols les plus fameux, La Tamir aux eaux limpides, met en scène un voleur de riches éleveurs qui re-donne des chevaux aux pauvres. Le cheval mongol est aussi le sujet de nombreux romans pour la jeunesse. On peut ainsi citer Khan, cheval des steppes de Federica de Cesco, Le merveilleux cheval mongol de James Aldridge, ou encore Naadam de Magali Bonniol, qui racontent tous la relation entre un enfant et un cheval mongol.